# Conquistas musulmanas en el subcontinente indio

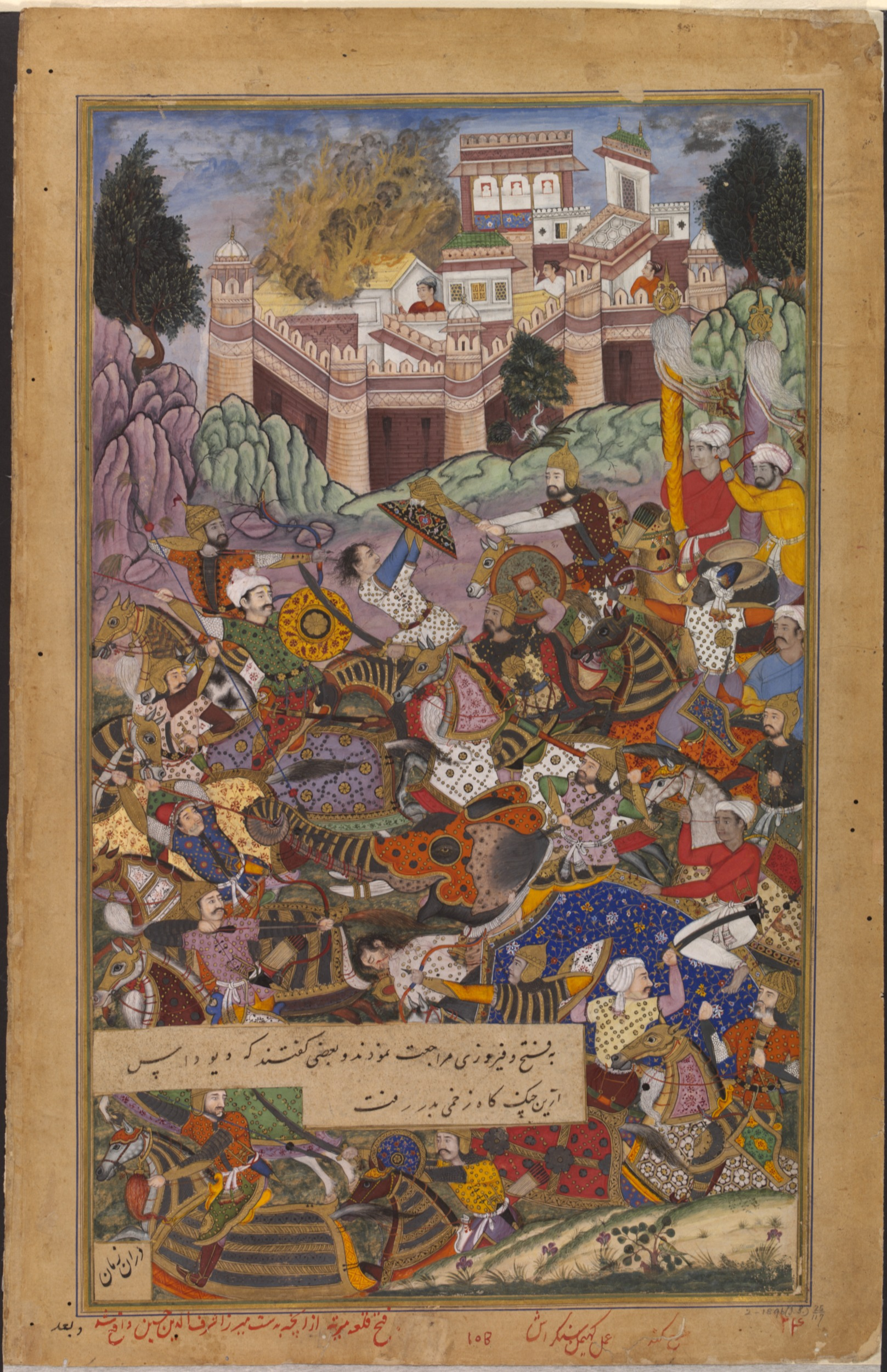
La toma del fuerte Mertha (Rajastán) por las tropas mogolas en 1561 (Akbarnama, Victoria and Albert Museum)

Las conquistas musulmanas en el subcontinente indio se refieren a las conquistas de pueblos y poderes musulmanes en el subcontinente indio, que comenzaron en 711-712 con la invasión de la región de Sind por los árabes, continuaron en el siglo XI y XII con las invasiones de los túrquicos y afganos, atraídos por la riqueza de los hindúes y terminaron con el establecimiento del imperio mogol en el siglo XVI y su posterior caída.
Estas invasiones musulmanas sucesivas estuvieron marcadas, desde las conquistas de Mahmud de Ghazni y de Muhammad de Gur, por las masacres contra la población india que entonces se consideraban como no creyentes («kafir») y la destrucción de edificios religiosos budistas, jainistas e hindúes. Luego, desde 1211 hasta 1414, el sultanato de Delhi prosiguió con la conquista; también dejó algunos testimonios arquitectónicos notables como el Qutab Minar Las devastadoras incursiones de Tamerlán en 1398 y 1399 sembraron el caos en el sultanato de Delhi y precipitaron su declive.
Babur, el fundador de la dinastía mogol, a partir de 1519, se propuso conquistar el norte de la India y poner fin a la confusión que reinaba allí. Comenzó entonces en ese norte un renacimiento del arte y de la artesanía, inspirada en gran medida por la civilización persa, fuente de las culturas de los musulmanes de Asia Central. La cultura mogol introdujo en la India toda una serie de técnicas y artes, como las de la miniatura, de las alfombras, de una arquitectura en la que el Taj Mahal —considerado como una de las Nuevas siete maravillas del mundo moderno—, es el ejemplo conocido más importante. Gracias a la unificación de todo el norte del subcontinente indio, a la construcción de carreteras y al establecimiento de una moneda única, la economía india experimentó períodos de prosperidad. La industria naval se desarrolló, al igual que los textiles y el acero.
El Dravida, el extremo sur de la India, permaneció libre durante mucho tiempo de toda dominación musulmana, mientras que el resto de la península vio el colapso de un budismo que no podía defenderse. Esa época también marcó la aparición del encarcelamiento de mujeres rajputas en las zenanas para protegerlas de las lujurias de los musulmanes, así como la práctica de jauhar,[cita requerida] un suicidio tradicional de masas en caso de derrota.
Sin embargo, cuando en el siglo XVII Aurangzeb fue coronado emperador y se proclamó «conquistador del mundo», comenzó el declive de la cultura islámica en la India. Si la islamización, como dominación política de un territorio por los musulmanes, fue un éxito en la India donde los imperios musulmanes se mantuvieron durante casi seis siglos, la islamización como conversión de poblaciones, por el contrario, fue un fracaso relativo: afectó a una gran cantidad de individuos, pero siguió siendo globalmente muy pequeña, con una distribución además altamente variable según las áreas geográficas.

## Situación del subcontinente indio antes de las conquistas musulmanas

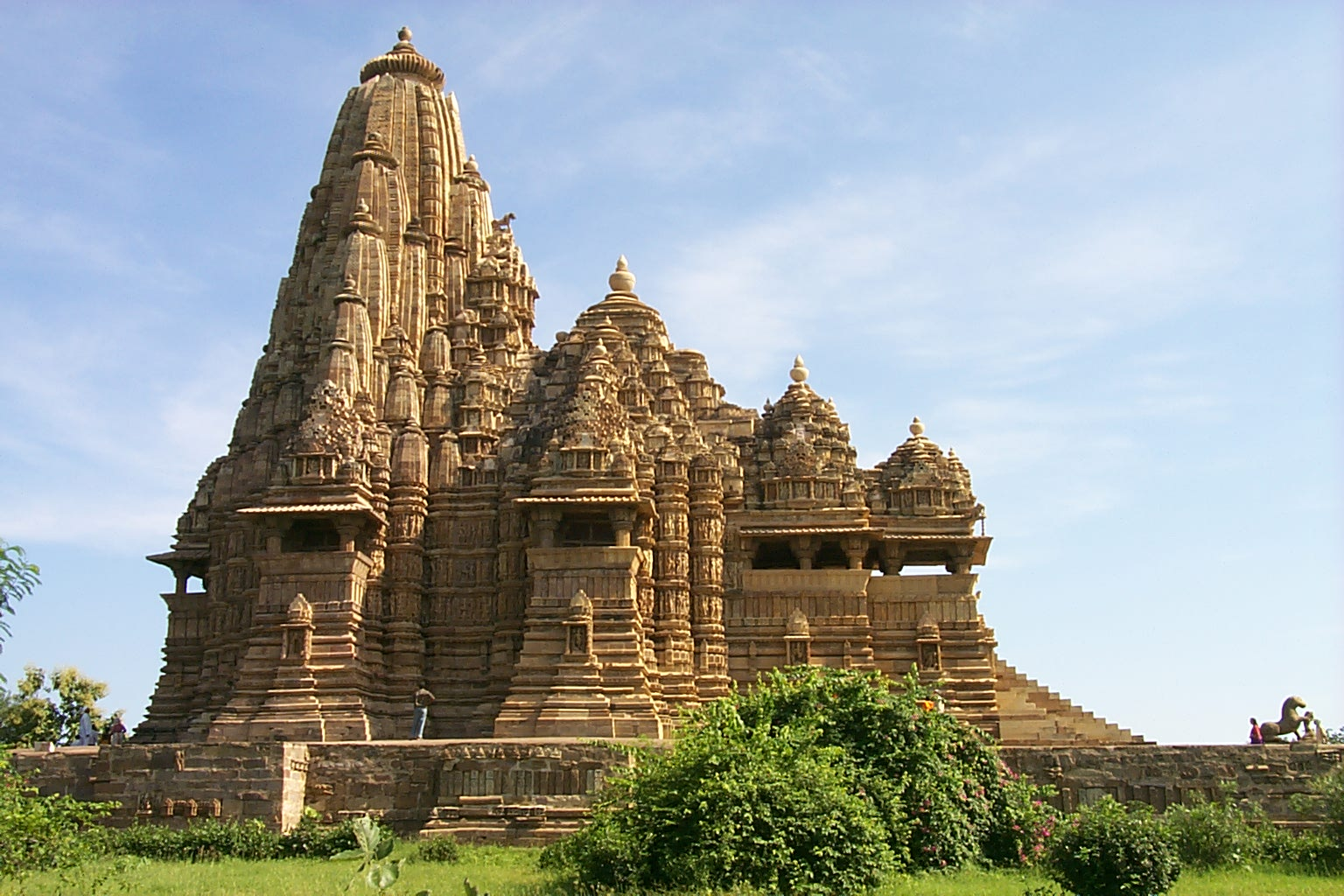
Civilización Chandela: el templo Kandariya Mahadeo en Khajurâho

En el siglo XXI, la India es sinónimo de la República de la India. Pero el territorio concernido por las conquistas musulmanas fue mucho mayor, ya que también incluía a los actuales estados de Pakistán y Bangladés y comúnmente se llamaba «las Indias» hasta que se dividió en dos estados en 1947. Ese plural expresa mejor la extensión y diversidad del subcontinente afectado por estas conquistas.
La poderosa dinastía Gupta (320-535) unificó la llanura indogangética, en el norte del subcontinente indio; sin embargo, bajo la presión de las invasiones de los hunos heftalitas, su imperio se dislocó. Fue reconstruido brevemente por Harsha, que reinó desde 606 hasta 648, pero a la muerte de este último, el país estalló de nuevo. Eso permitió el surgimiento de poderes regionales: los rajputs, en el noroeste; los pratiharas, en la cuenca del Ganges; los palas, en los actuales estados de Bihar y Bengala; los chandelas ,en el centro; y las monarquías de Nepal y de Cachemira, en el Himalaya. Estos reinos, y muchos otros menos influyentes y más efímeros, se encontraban en una situación de guerra crónica.
La India del Sur era más estable, los chalukyas dominaron el oeste del siglo VI al siglo VIII, mientras que el este estuvo controlado por los pallavas desde el siglo IV hasta el siglo IX, y por la cholas, que extendieron su control sobre Ceilán y la península de Indochina. Además, el islam penetró pacíficamente en Kerala con la instalación de comerciantes árabes que se establecieron en los puertos, construyeron mezquitas allí y se indianizaron progresivamente.

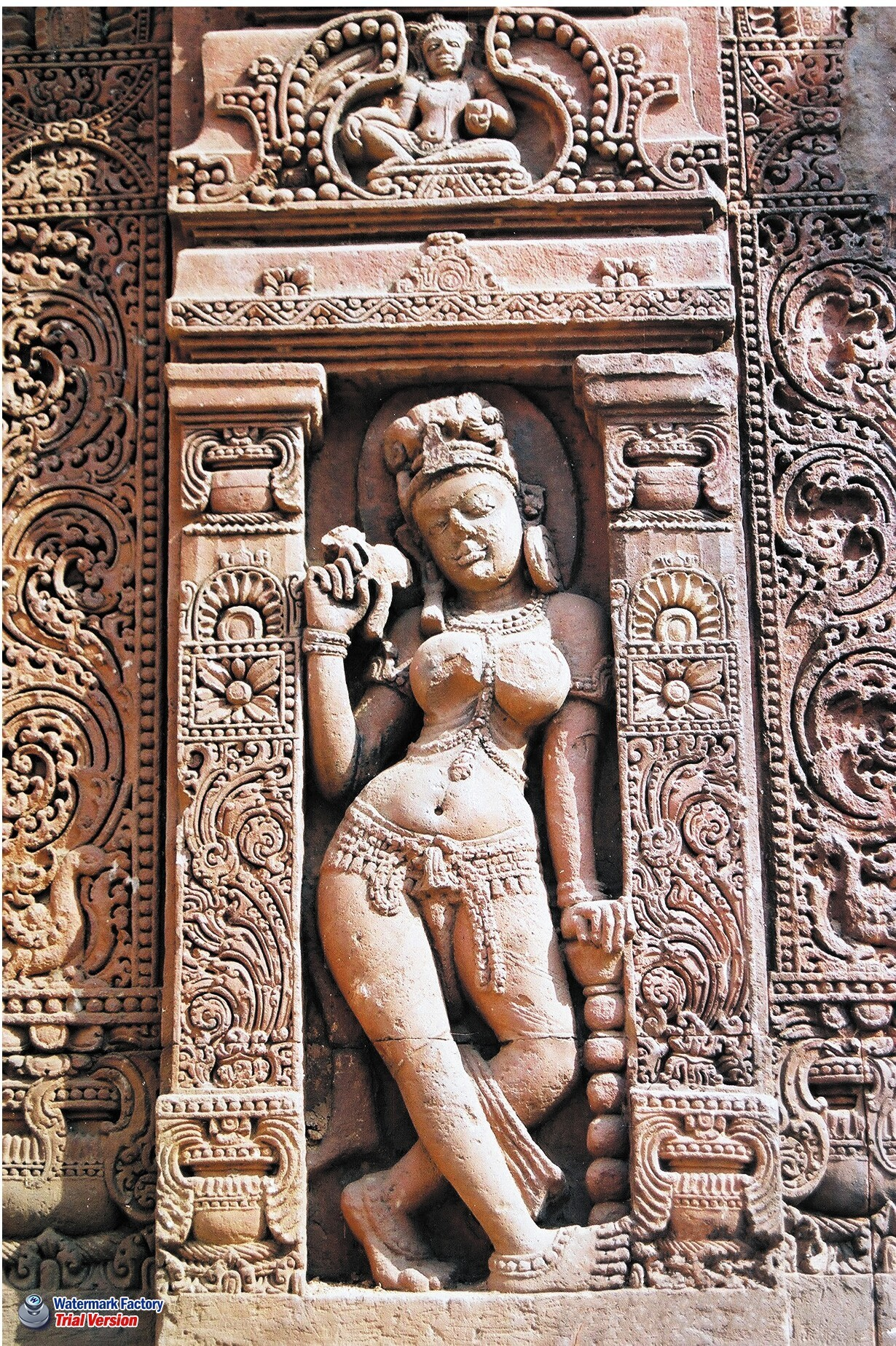
Estatuaria de Bhubaneswar (templo de Vaital Deul,)

Todo el subcontinente conoció una gran vitalidad cultural que se tradujo en el campo de la arquitectura en construcciones notables como los templos de Bhubaneswar (siglo IX ), Khajuraho (siglos X-XI ) o Tanjore (siglo XI ). La literatura también estaba floreciendo. El sánscrito, el lenguaje de los eruditos y la comunicación entre los indios, produjo comentarios sobre textos filosóficos, trabajos legales y científicos. La literatura tamil floreció en la poesía mística, donde se ilustraron algunas mujeres. Junto a estas antiguas literaturas aparecieron otras obras en lenguas vernáculas, en bengali, hindi, maratí, malayalam, telugu y canarés. La vida religiosa era intensa y se manifestaba en las diversas corrientes del hinduismo, especialmente a través del pensamiento exigente de Shankara (alrededor de 788-820). Al mismo tiempo, se desarrollaba la corriente popular de la bhakti, que defendía la proximidad del devoto con la deidad de su elección.
Esta opulencia cultural se debió a la prosperidad económica del subcontinente. Los soberanos hicieron construir obras viales y de irrigación que favorecieron a la agricultura, sobre la que impusieron impuestos elevados a veces. Esa riqueza, concentrada en las cortes que vivían lujosamente y en los templos, gracias a las donaciones, favoreció al artesanado. El comercio interior a veces se vio obstaculizado por las guerras, pero el comercio marítimo, dominado con mayor frecuencia por los árabes, estaba floreciendo. El pueblo conocía unas condiciones de vida mucho más modestas.
Ese período, entre el colapso de los grandes imperios gupta y harsha, y la llegada de los conquistadores árabes, turcos, afganos y mogoles, no fue un período de decadencia sino de transición.

## Conquista de Sind

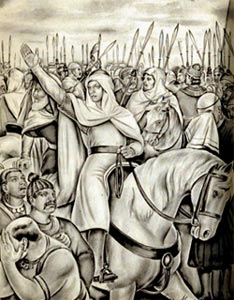
Muhammad ibn-Qasim llevando a sus tropas a la batalla, alrededor de 711-712.

Bajo el pretexto de los actos de piratería y de los malos tratos infligidos con frecuencia a los comerciantes y navegantes árabes, el gobernador de Irak, Al-Hajjaj ben Yusef, envió en 711 a dos mil soldados de caballería y camellos para conquistar la región de Sind (en el valle inferior del Indo ). Comandados por Muhammad ibn-Qasim, entonces adolescente, derrotaron al ejército del rajá Dahir, con 50 000 hombres. El rajá fue asesinado, los soldados decapitados y la región saqueada. Llamado a Damasco por falsas acusaciones, Ibn-Qasim sufrió la cólera del califa Sulayman ben Abd al-Malik y fue condenado a muerte. El hijo de Dahir aprovechó la oportunidad para rebelarse y recuperar algunas ciudades, pero no logró expulsar a los árabes. Después de un período de conversiones forzadas, a los hindúes y los budistas se les otorgó el estatus de dhimmis (protegidos) que les permitía la libertad de culto sujeto a la «jizya» (o capitación). En 737, los árabes fundaron una nueva capital en Mansura y durante los siglos IX y X se liberaron de la autoridad del califato. En 965, los ismailíes se apoderaron de Multán y dominaron el Sindh, fomentando el comercio con Oriente Medio.

## Mahmud de Ghazni y Muhammad de Gur
Si bien la conquista de Sind, una región periférica, tuvo poco impacto en el conjunto del país, no ocurrió lo mismo con las campañas dirigidas por Mahmud de Ghazni y Muhammad de Gur desde el noroeste, la vía tradicional de las invasiones en el subcontinente.

### Mahmud de Ghazni (r. 997-1030)

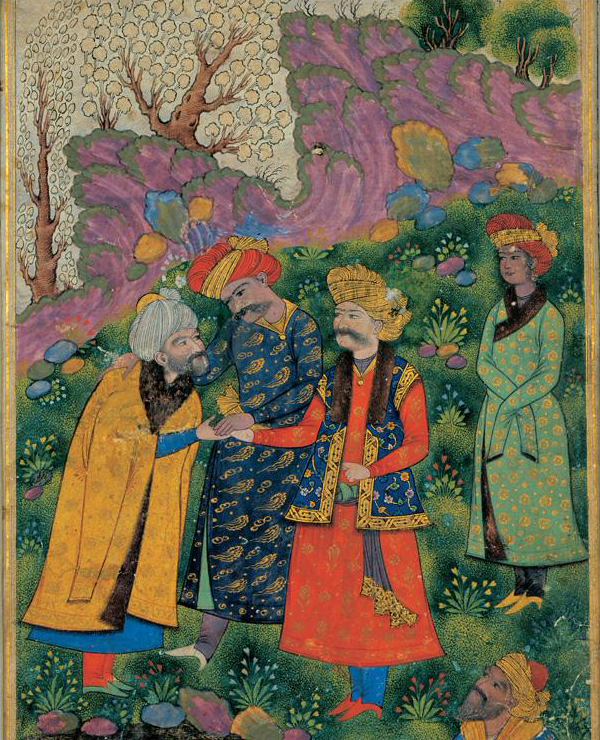
Imagen de Mahmud de Ghazni (vestido de rojo) del, en el museo Reza Abassi en Teherán

Los gaznávidas (962-1186), nómadas originarios del Asia Central, fundaron la primera dinastía turca iranizada, llamada así por su capital, la ciudad de Gazni, situada al sur de Kabul. Mahmud de Ghazni (971-1030), reconocido como el gobernante más poderoso de la región por el califa de Bagdad, obtuvo así una conveniente legitimidad religiosa para la búsqueda de sus conquistas. Atraído por la inmensa riqueza del subcontinente indio, lanzó allí su primer ataque en el año 1000 contra Jayapala, al que derrotó en Peshawar. Posteriormente, conquistó y saqueó las ciudades de Delhi y Kannauj, en 1018, y también Somnath, uno de los templos indios más ricos que destruyó después de masacrar a la población. Apuntando a otras ciudades ricas, no se limitó a saquear los reinos hindúes y, en 1005 y 1010, atacó Multán, gobernada por los musulmanes, a quienes culpaba de ser de obediencia ismaeliana (chií) mientras él era suní.
El brillante erudito Al-Biruni que acompañó a Mahmud de Ghazni durante sus campañas, las describe en su Historia de la India:

Mahmud arruinó por completo la prosperidad del país y logró hazañas singulares, reduciendo a los indios a átomos de polvo esparcidos. Sus restos dispersados mantienen naturalmente la más profunda aversión hacia los musulmanes
Mahmoud ruina complètement la prospérité du pays et accomplit de singuliers exploits, réduisant les Indiens à des atomes de poussière épars. Leurs restes dispersés entretiennent naturellement la plus profonde aversion à l'égard des musulmans.

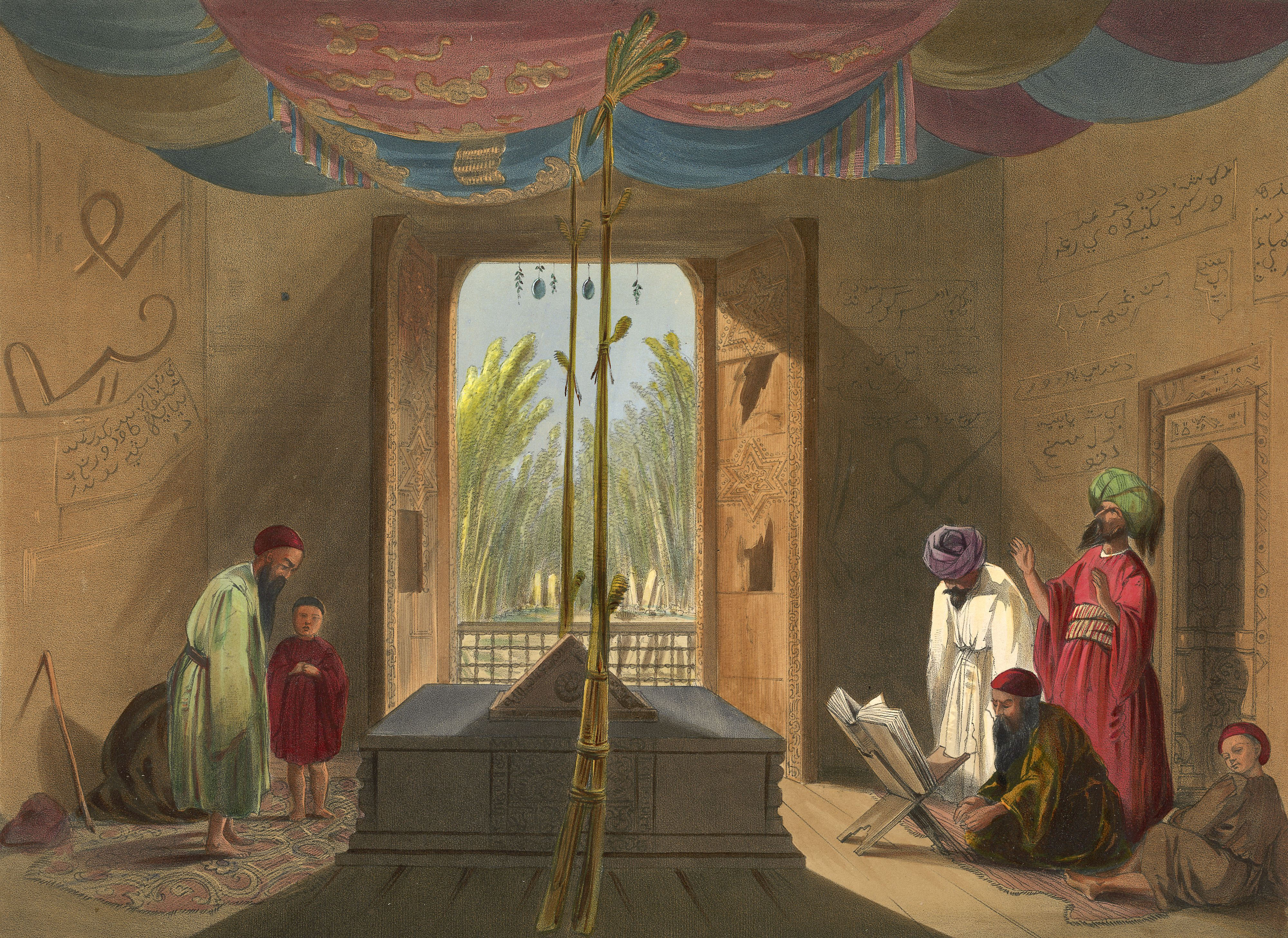
Mausoleo de Mahmud de Ghazni, en Afganistán. Se dijo que las puertas de madera de sándalo procedían del saqueo del templo hindú de Somnath.

Entre 1000 y 1026 Mahmud de Ghazni lideró diecisiete redadas mortales en la India, todas victoriosas. Fue un soldado brillante que, con fuerzas inferiores en número, superó a los ejércitos indios más poderosos pero indisciplinados y poco combativos. Aunque los gaznávidas dominaron el valle del Indo durante 150 años y fundaron allí Lahore en 1022, Mahmud de Ghazni no soñó con construir un reino en el subcontinente que él consideraba solo un área de saqueo; después de cada una de sus expediciones, regresaba a Gazni, cargado con su botín y numerosos esclavos indios. Usó su riqueza para embellecer su capital donde construyó una enorme mezquita, una universidad y una biblioteca, y protegió las artes y las letras.
Después de la muerte de Mahmud de Ghazni en 1030, los túrquicos se dividieron y se debilitaron, ofreciendo a los indios un siglo y medio de respiro.

### Muhammad de Gur (1173-1206)

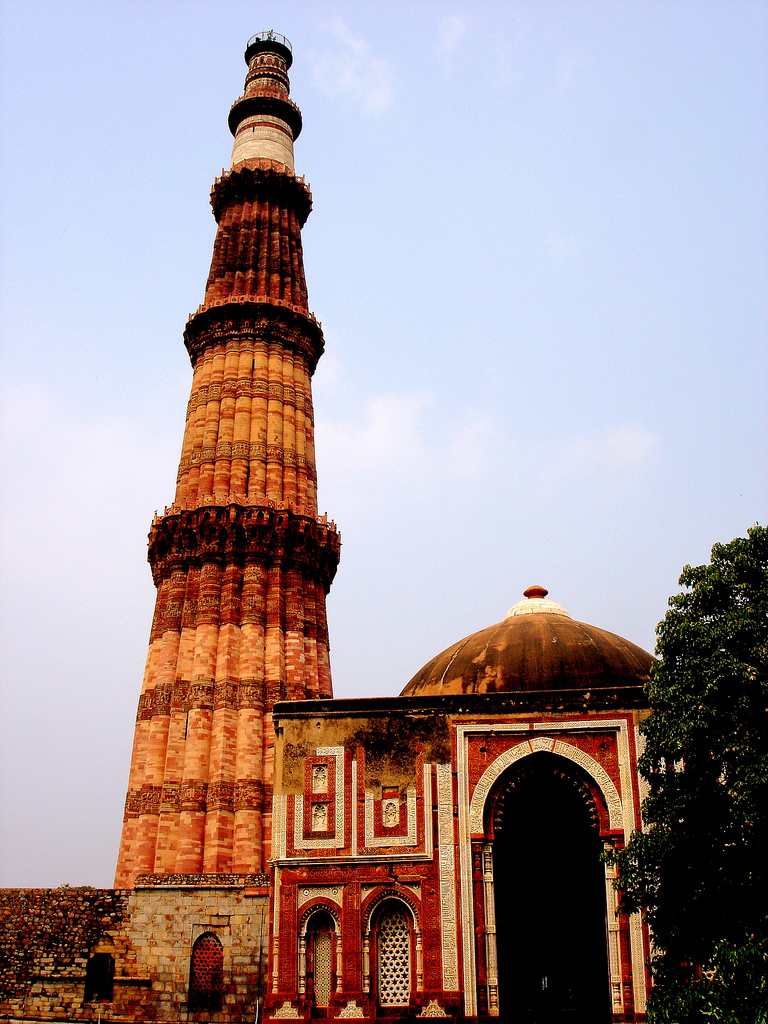
Con 72.5 m de altura, el Qutab Minar o «torre de la victoria» cuya construcción fue emprendida por Qutb ud-Din Aibak en Delhi es uno de los minaretes más altos del mundo

A mediados del siglo XII, los gaznávidas fueron sustituidos por los gúridas cuya origen, Ghur (Ġawr) (lit., 'montaña'), se encuentra en el centro de Afganistán. Muhammad de Gur (1160-1206) emprendió la conquista del subcontinente indio en 1175. Después de algunos éxitos en el Punjab, encontró más resistencia en el Guyarat y de parte de los rajputs. Luego orientó sus ambiciones hacia el norte, pero fue derrotado por Prithiviraja Chahumana III, rey de Delhi y sus aliados durante la primera batalla de Tarain en 1191. El sultán gúrida regresó un año después, mejor preparado y durante la segunda batalla de Tarain obtuvo una victoria clara, ayudado por la desunión de los hindúes.
Este éxito le abrió el valle del Ganges y conquistó Delhi en 1193, desde donde partió hacia Ghur, confiando la continuación de la guerra a uno de sus generales, Qutb ud-Din Aibak. Se lanzó a sí mismo con celo y eficiencia para conquistar el valle gangético, saqueando las ciudades de Kannauj y Benarés, donde hizo arrasar los templos y cometió masacres importantes. Fue asistido por Muhammad Khilji, quien, adentrándose más al este, destruyó en 1199 las universidades monásticas budistas de Nalanda y Vikramashila, matando a muchos monjes y obligando a los sobrevivientes a refugiarse en Nepal. Continuando con su avance, sometió Bengala en 1202, tomando su capital, Nadiya. A pesar de los repetidos intentos, Aibak no pudo superar la resistencia de los rajput y finalmente abandonó el Guyarat.
Estas campañas fueron particularmente desastrosas para los hindúes porque, además de las pérdidas materiales y humanas, causaron la destrucción de sus centros culturales: grandes hogares religiosos, bibliotecas y universidades. Aunque las conquistas de Aibak no siempre fueron sostenibles —varias ciudades se tomaron, se perdieron y luego se reconquistaron— después de cada victoria dejó a uno de sus lugartenientes y algunas tropas en el lugar para controlarlo, comenzando así la constitución de un reino.
Muhammad de Gur murió asesinado en 1206, dejando al reino sin heredero.

### Explicación de los éxitos musulmanes

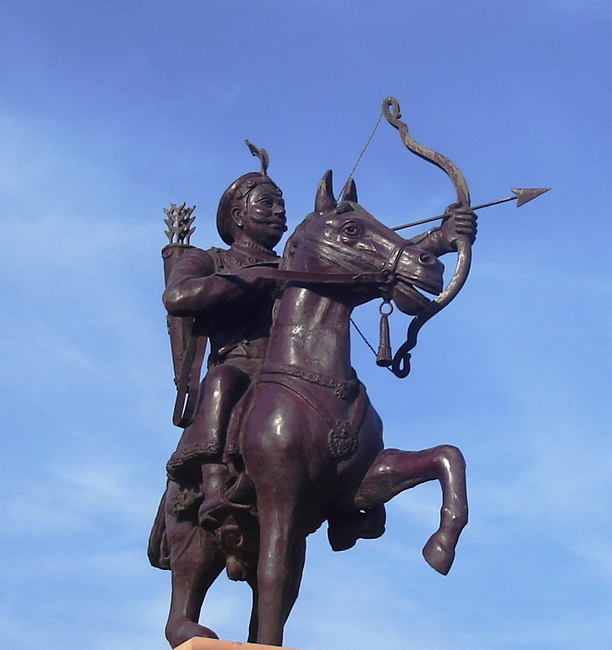
Prithivîrâja Châhumâna III, derrotado, capturado y asesinado por Muhammad de Gur, durante la segunda batalla de Tarain

Las conquistas musulmanas fueron sorprendentes en su escala y rapidez. Las crónicas medievales que emanan de autores musulmanes son las únicas fuentes históricas disponibles y, por lo tanto, son probablemente sesgadas. Sin embargo, proporcionan algunas pistas explicativas.
- Causas políticas. La fragmentación de las Indias y la incapacidad de sus soberanos para unirse y construir una defensa cohesionada, fueron la causa principal de sus derrotas. No fue raro que el interés incitase a los príncipes o ministros a la traición. La población, acostumbrada a las guerras internas, permanecía indiferente.[Frédéric 8]

- Causas estratégicas. Los guerreros hindúes se preocupaban más por demostrar su valor personal que por obedecer a un líder e integrarse en una estrategia colectiva. La mayoría de las veces, reclutados por la fuerza, los hombres de tropa reconocían solo a su superior inmediato, que era quien les pagaba. Si desaparecía, desertaban, no teniendo interés en el combate. Los rajas hindúes permanecieron unidos a ejércitos formados por innumerables infanterías apoyadas por elefantes; abarrotados por muchos no combatientes, eran extremadamente pesados, lentos y difíciles de manejar. Los musulmanes, por otro lado, disponían de ejércitos menos numerosos, pero estaban formados por soldados aguerridos y disciplinados que dependían de una caballería provista y muy móvil.[Meyer 3]

- Debilidades de las fuerzas musulmanas. Los túrquicos y afganos estaban bajo la autoridad de dinastías en las que la personalidad del jefe desempeña un papel vital. Las rivalidades en ellas eran brutales, llegando al exterminio de todo un linaje. Además, no tenían la administración necesaria para el manejo de un pueblo sedentario y muchos no tenían ningún anclaje en el país. Estos elementos hacían que la perdurabilidad de sus conquistas fuese incierta.[Dupuis 5]

## Sultanato de Delhi

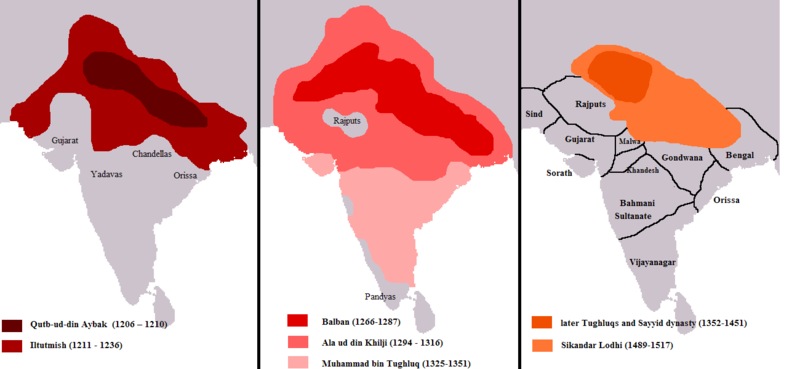
Expansión del sultanato de Delhi

El sultanato de Delhi dominó el norte del subcontinente indio desde el siglo XIII hasta el siglo XV. Las cinco dinastías que sucedieron en el gobierno allí vieron que la importancia de su territorio variaba considerablemente según fuese la capacidad del sultán para contener las rebeliones de sus vasallos y los ataques de los mongoles. 

### Expansión del sultanato

#### Dinastía de los túrquicos ilbarîdes (1211-1290)
Muhammad de Ghur murió sin herederos, Qutb-ud-din Aibak (r. 1206-1210) se proclamó sultán en Delhi y se esforzó por consolidar la administración de los territorios conquistados. Aibak murió en 1210 y su hijo fue rápidamente derrotado por Iltutmish, quien fundó la dinastía Ilbarida. Este último, después de eliminar a sus rivales, reforzó su autoridad al sur del Ganges y en la región de Bengala y logró detener los ataques de los mongoles que comenzaron en 1220. Estadista competente, hizo del sultanato una monarquía hereditaria y continuó el trabajo administrativo de Aibak. Fue ayudado por la llegada a Lahore y Delhi de muchos musulmanes que huían de los ejércitos mongoles que devastaban el Asia Central. Después de la muerte de Iltutmish el reino se vio sacudido por las disputas de sucesión y las rivalidades entre facciones. Los soberanos se dedicaron principalmente a someter las rebeliones de sus vasallos y a resistir las incursiones mongoles.

#### Dinastía de los Khaljis (1290-1320)
A los Ilbaridas, les sucedieron los Khaljis. Ala ud-Din (1296-1316) —que gobernó primero en nombre de su tío el sultán Jalal ud-Din Firuz y luego por su cuenta después de haberle hecho asesinar y proclamarse a sí mismo sultán—, emprendió una serie de importantes conquistas. Comenzó por tomar la capital de los Yadavas, Devagiri (ahora Maharashtra) y después, con sus hermanos, conquistó el Guyarat (1299) y atacó las fortalezas rajputas de Ranthambhore (1301) y de Chittor (1303). (Antes de partir para participar en un combate desesperado, los guerreros rajput practicaban el jauhar, que consiste en sacrificar a todas las mujeres para evitar los ultrajes de la derrota.)
Ala ud-Din confió luego a Malik Kafur, un indio gujarati vinculado a su servicio, la tarea de llevar a cabo tres campañas deslumbrantes desde 1309 hasta 1312. Kafur arrasó el sur de la India hasta Madurai, saqueó las ciudades, destruyó los templos y masacró a las poblaciones ya fuesen hindúes o musulmanes, entonces él reincorpora a sus tronos los príncipes sometidos después de haberlos despojado de sus riquezas. Para consolidar su poder y mantener su ejército, Ala ud-Din emprendió reformas económicas que suministraron amplios fondos a su tesorería, pero que empobrecieron a los jefes de aldeas, artesanos y comerciantes. Reorganizó su servicio de espionaje y controló estrechamente a la aristocracia y a los príncipes.

#### Dinastía de los Tughluq (1320-1414)

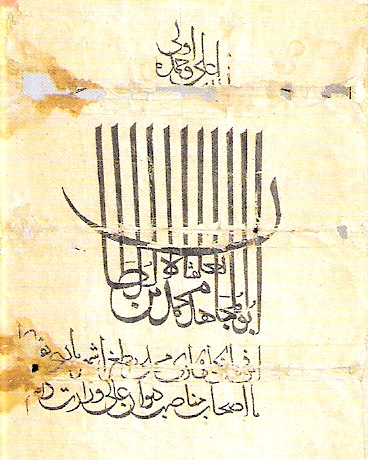
Monograma del sultán Muhammad bin Tughluq

Soberano moderado, el primer sultán de la dinastía de los Tughluq, Ghiyath al-Din, restableció una política económica menos rigurosa para la población, que lo hizo inmediatamente popular.
Su sucesor, Muhammad bin Tughluq (r.1325-1351), fue un buen erudito y un brillante soldado. Después de haber rechazado a los mongoles y sofocado varias rebeliones, la importancia estratégica del Decán le pareció primordial y decidió desplazar su capital desde Delhi hacia Devagiri, a la que rebautizó como Daulatabad. Esta operación, que se reveló costosa económica y humanamente, fue un fracaso y el sultán debió regresar a Delhi. Muhammad bin Tughluq estableció una moneda fiduciaria en forma de fichas de cobre, pero esta iniciativa, mal preparada y prematura en relación con las ideas de la época, también se convirtió en desastre debido a la proliferación de moneda falsificada. Probablemente para eliminar el peligro mongol, concibió luego el proyecto de conquistar el Asia Central y reunió para este propósito un ejército considerable que pagó por adelantado sin finalmente utilizarlo, poniendo de nuevo en riesgo las finanzas de la estado. Bajo el reinado de Muhammad bin Tughluq, el sultanato de Delhi alcanzó su mayor expansión territorial, extendiéndose desde los Himalayas al norte del país tamil, pero los sucesivos fracasos políticos del soberano incitaron a las revueltas, a menudo sofocadas, pero a veces victoriosas. como en Bengala, el sultanato bahmaní, Rajastán o en Vijayanagar.
Su sucesor, Firuz Shah (r. 1351-1388), continuó luchando para preservar la integridad del sultanato, sin más éxito pero con menos crueldad. Además, emprendió, con el apoyo de los brahmanes, obras de irrigación, la construcción de caravanserais y de hospitales; ansioso por educar y cultivar, creó madrasas y bibliotecas, hizo traducir los manuscritos sánscritos al persa y protegió a poetas y eruditos.

### Tamerlán
Con el sultanato de Delhi entrando en una fase de decadencia y desmembramiento, Tamerlán (Timur Lang), un rey túrquico-mongol musulmán de la Transoxiana, aprovechó la oportunidad para lanzar una devastadora incursión en las Indias bajo el pretexto de una gran tolerancia de los sultanes con respecto a sus súbditos hindúes. Partió de su capital, Samarcanda, en la primavera de 1398, devastó Afganistán, se apoderó de varios rajputs fuertes, de Sarsuti y llegó a las puertas de Delhi en diciembre. Las tropas túrquico-mongolas aplastaron a sus defensores, saqueando la ciudad y masacrando a la población. Tamerlán se dirigió luego al norte, devastando las ciudades de Nagarkot y de Jammu, regresando a Samarcanda en marzo de 1399. Esta ardiente expedición de unos pocos meses dejó al sultanato de Delhi sumido en el caos.

### Reino de Vijayanagara (1336-1565)

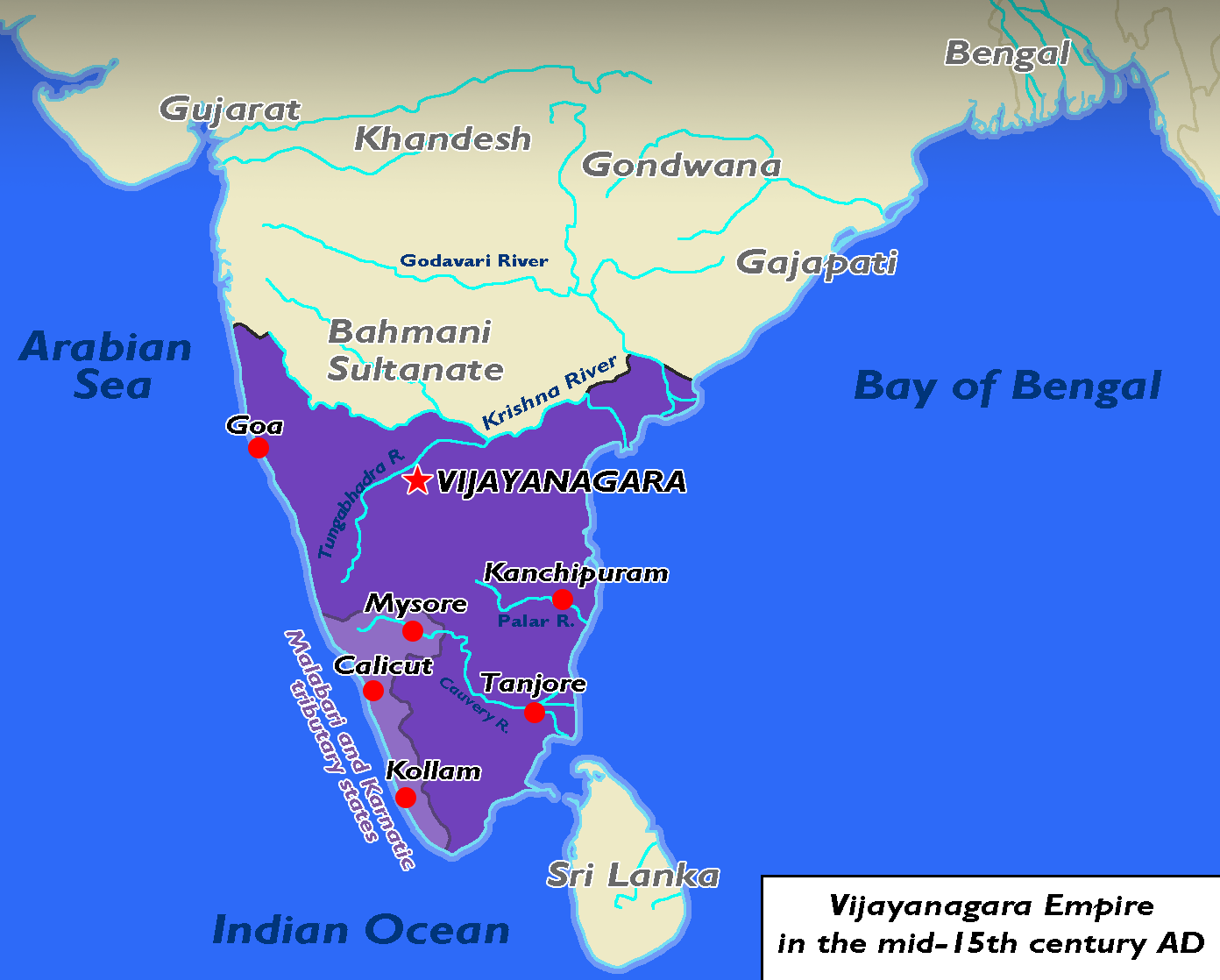
El reino de Vijayanagar alrededor de 1450-60

El reino o imperio de Vijayanagara (1336-1565) fue el último gran reino hindú conocido en el subcontinente indio, constituyéndose durante ese período en un baluarte contra la expansión musulmana. Según la tradición, el reino de Vijayanagara ('ciudad de la Victoria') fue fundado entre 1336 y 1346 por los cinco hermanos Sangama: tomados prisioneros durante las incursiones musulmanas, se convirtieron al islam y luego fueron liberados para aplacar una revuelta en el Decán y bajo la influencia del maestro védico Vidyaranya volvieron al hinduismo. Los Sangama impusieron su autoridad en la India peninsular, al sur del río Tungabhadra, en cuyas orillas fundaron su capital, Vijayanagara. Desde esta ciudad fortificada, construyen un poderoso reino militar que durante más de dos siglos se opuso al sultanato bahmaní (1347-1518) y después a los cinco sultanatos del Decán que resultaron de su ruptura. Durante ese período, las fuerzas de los dos bloques se equilibraron, pero la derrota de Ramayara en la batalla de Talikota en 1565 provocó la destrucción de su capital y marcó el final del reino de Vijayanagara.
Los soberanos Sangama y después Tuluva controlaron firmemente a los príncipes y gobernadores locales, obligándoles a residir en la corte y prohibiéndoles construir una fortaleza sin su autorización. Administraron su estado con rigor, haciendo de Vijayanagar un reino próspero tanto en la agricultura (arroz, caña de azúcar) como en la minería (diamantes, oro, hierro) o el comercio marítimo. Esta riqueza benefició al hinduismo, que se volvió aún más floreciente, ya que se benefició de la llegada de los pandits del norte que huían del poder musulmán. La India del Sur se convirtió entonces en un país de cultura sánscrita tanto como dravidiana. La literatura, la música, la arquitectura, y también las ciencias, estuvieron protegidas por el emperador y los príncipes, y se desarrollaron bajo la protección de las influencias persas que se ejercían en los Estados musulmanes.

### Fin del sultanato

#### Dinastía sayyida (1414-1451)

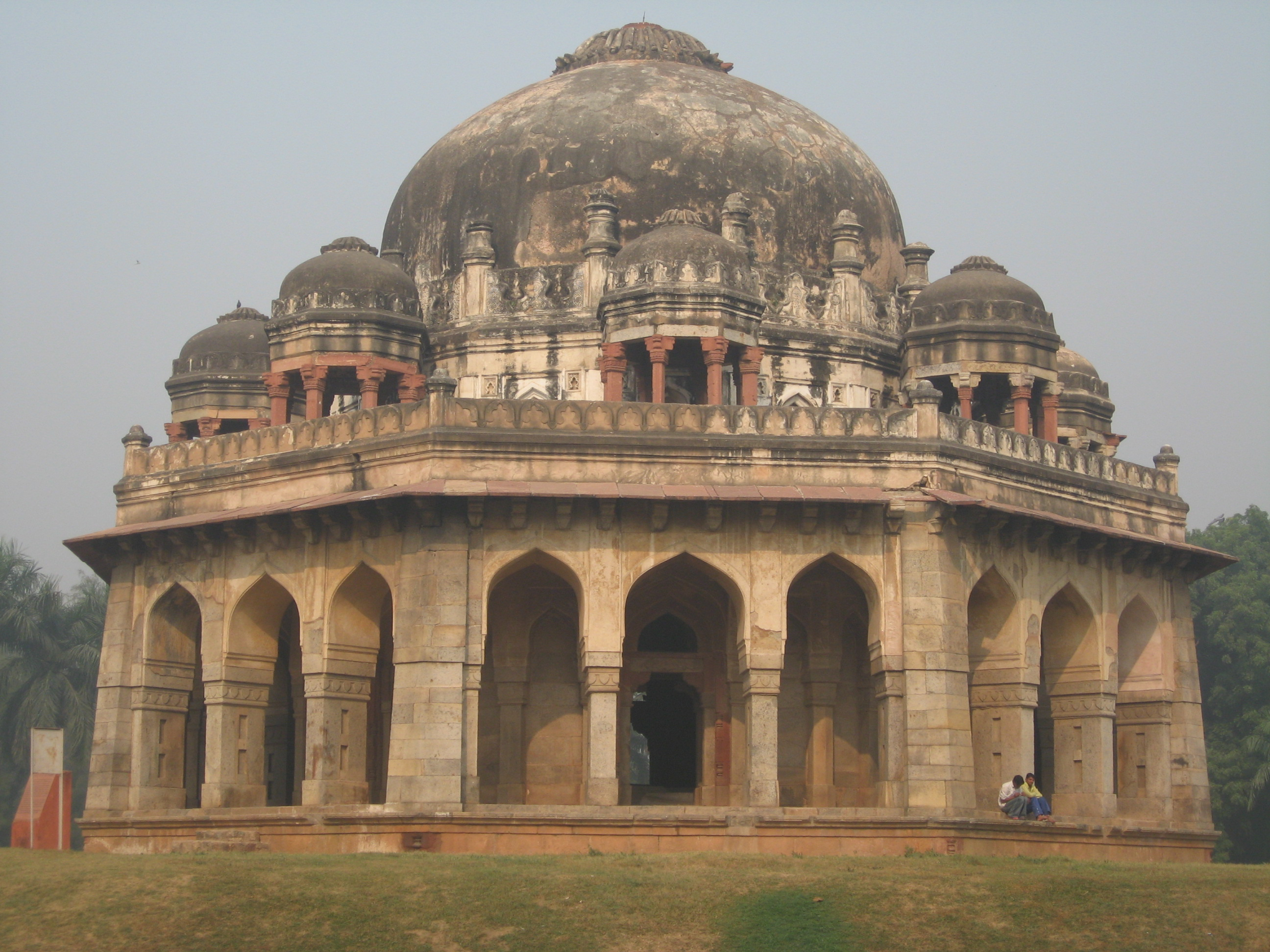
Mausoleo de Muhammad Shah, cuyo hijo fue el último gobernante de la dinastía de los Sayyid, en el jardín Lodi de Delhi

Arruinado por la incursión de Tamerlán, el sultanato fue presa de las luchas intestinas que permitieron a Khizr Khan Sayyid ganar poder y fundar la dinastía sayyida (1414-1451). Khizr Khan trató de recuperar los tributos de los antiguos vasallos del sultanato para rescatar los cofres y poder reclamar los territorios cuyos gobernadores y rajas, aprovechando la debilidad del poder central, se declararon independientes. Pero sus intentos y los de sus sucesores, la mayoría de ellos incapaces, siguieron siendo vanos y el sultanato se redujo a la región de Delhi.

#### Dinastía Lodi (1451-1526)
Bahlul Lodi (r.1451-1489), un rico gobernador afgano que había construido un gran territorio en el Punjab, atacó la ciudad de Delhi varias veces y finalmente la conquistó en el tercer intento. Se proclamó ahí a sí mismo sultán en 1451, fundando una nueva dinastía, la dinastía Lodi (1451-1526), que retomó la política de conquistas. Su llegada al poder marcó el emergencia de los afganos en el juego político indio hasta ese momento dominado por los túrquicos. Bahlul Lodi derrotó al poderoso sultán de Jaunpur en 1479 para dominar el valle del Ganges hasta Bengala. Su sucesor, Sikandar Lodi (1489-1517), comenzó expulsando a sus hermanos y primos para hacer valer su autoridad sobre el sultanato. Luego desplazó su capital a Agra para luchar contra los rajput, pero no logra apoderarse de Gwalior. Mientras expandía gradualmente su territorio, Sikandar Lodi reorganizó el sultanato y eso le permitió recuperar la prosperidad. Pero su sucesor, Ibrahim Lodi (1517-1526), enfrentado a la rivalidad de su hermano, despertó la hostilidad de muchos nobles al practicar una represión ciega. Para arbitrar su disensión, las diversas facciones decidieron apelar al rey de Kabul, el mogol Babur, que puso fin al conflicto al apoderarse él mismo del poder.

## Imperio mogol (1526-1858)

### El subcontinente indio a principios delsigloXVI
El sultanato de Delhi se fue debilitando gradualmente, a principios del siglo XVI el subcontinente indio estaba dividido en varios estados, musulmanes —los más numerosos— e hindúes. También fue en ese momento cuando los portugueses instalaron sus primeras factorías en la región.

#### Los estados musulmanes

El subcontinente indio en 1500, con los sultanatos del Decán

El subcontinente indio en 1525

En el Decán, el sultanato bahmaní se separó desde 1347. Poco a poco se dividió en cinco sultanatos, los conocidos como sultanatos del Decán,  Ahmednagar (1494-1636), Bijapur (1489-1686), Bidar (1528-1609), Berar (1490-1572) y Golconda (1512-1687), ricos, bien administrados, que integraron a los hindúes en sus gobiernos y en los que algunos soberanos hicieron profesión del chiismo en medio de una India musulmana predominantemente sunita.
El Guyarat, con muchos puertos, dominaba el comercio marítimo gracias a la pericia de los navegantes árabes y de los financieros indios. Poco a poco, los árabes fueron sustituido por los indios convertidos al islam, pero desde el siglo XVI el Guyarat entró en competencia y conflictos con los portugueses. Sin embargo, Ahmadabad siguió siendo una de las ciudades comerciales indias más pujantes.
La región de Bengala, cuya sumisión al sultanato de Delhi había sido siempre nominal, obtenía su riqueza de la agricultura y del comercio marítimo. Se mantenían embajadas en China, y su puerto principal, Chittagong, realizaba un comercio significativo con el Lejano Oriente. A diferencia de la mayoría de los estados musulmanes, la población bengalí se convirtió al islam y alumbró una cultura única, con una literatura en lengua vernácula abundante y rica.
En Cachemira la población también se había convertido al islam desde el siglo XIV, y los soberanos de la dinastía de los Mir Shah (1342-1561) fomentaron el comercio y la artesanía. Zayn al-Abidin, sultán tolerante, favoreció la traducción de las obras sánscritas en persa y viceversa, e igualmente patrocinó la reconstrucción de los templos hindúes.
Otros estados musulmanes independientes fueron Sind, Malwa y Kandesh.

#### Los Estados hindúes
El Orissa, situado en el centro del golfo de Bengala y heredero del legendario Kalinga, tenía grandes riquezas naturales. Alcanzó su nivel más alto de desarrollo territorial, económico y cultural bajo Kalipendra Deva (1435-1469) de la dinastía de los Gajapati.
Los reinos rajput (de raja putra, 'hijo del rey') ocuparon las tierras áridas entre el Guyarat y el valle del Ganges. Derivaban su prosperidad de las botines de guerra, del comercio y de la presencia de minas de plata, de hierro, de estaño y de cobre. Los rajput eran chatrias (casta de soldados) organizados en una sociedad de caballeros, regidos por leyes marciales. Eran guerreros feroces que luchaban hasta el final, sacrificando a sus esposas en el jauhar para evitarles la humillación de la esclavitud. Por lo general estaban divididos y en guerra unos contra otros, pero se unieron brevemente bajo el rânâ Sanga (1509-1527) para resistir los ataques de los sultanatos vecinos.
El Nepal, que se limitaba al valle de Katmandú, estuvo gobernado por los mallas de 1382 a 1768. Poco a poco, el budismo y las religiones tribales desaparecieron en favor del hinduismo.
Pero el Imperio vijayanagara siguió siendo el reino hindú más poderoso durante otro medio siglo.

#### Llegada de los portugueses
En 1498 Vasco da Gama desembarcó en Kerala. Los portugueses abrieron muchas factorias en la costa oeste aprovechando las rivalidades entre soberanos o imponiéndose por la fuerza. Desde su base en Goa, rápidamente dominaron el comercio en el océano Índico, hasta entonces monopolio de los musulmanes.

### Babur (1526-1530)

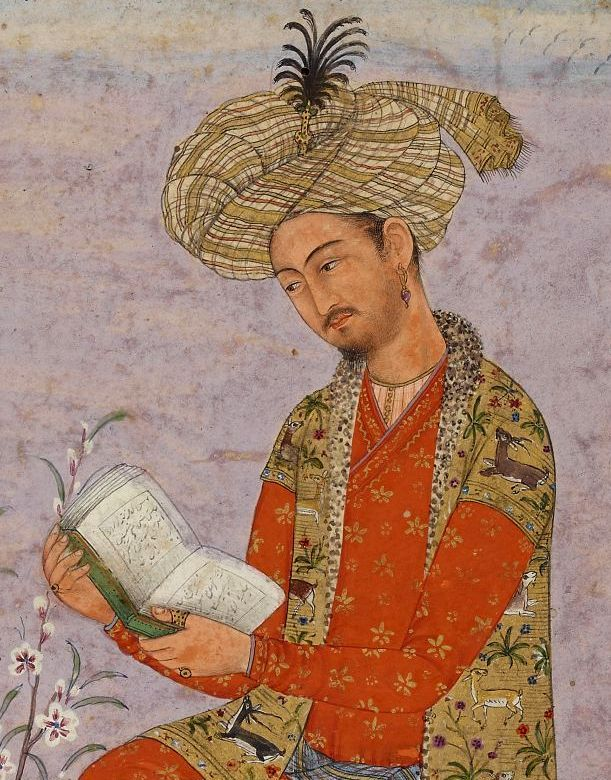
Retrato de Babur

Fue en este contexto de una India dividida el momento en el que Babur (1483-1530) tomó el sultanato de Delhi en 1526 y fundó el Imperio mogol (del árabe-persa mughal, que significa 'mogol').
Zahir ud-din Muhammad, conocido como Babur, «la pantera» era un mongol turquizado que afirmaba ser el 14.º descendiente de Genghis Khan por descendencia materna y el 5.º descendiente de Tamerlán por la paterna. Heredero de la provincia de Fergana (ahora Uzbekistán), recibió una excelente educación tanto en cultura general como en el arte militar. Habiendo perdido su herencia, intentó construir un reino alrededor de la ciudad Samarcanda, pero fue expulsado por los uzbekos; luego se replegó a Kabul, que conquistó en 1504 y desde la que lanzó sus campañas. Afganistán cayó así bajo el dominio mogol, tanto más firmemente puesto que Babur esposó a una mujer afgana.
Babur lanzó sus primeras incursiones en el subcontinente indio desde 1519, tomó Lahore en 1524, luego fue convocado por las facciones Lodi rivales y finalmente dirigió la campaña por su propia cuenta. En la primera batalla de Panipat, en 1526, se enfrentó a Ibrahim Lodi y derrotó a su poderoso ejército con su capacidad táctica y su artillería, que por primera vez jugó un papel decisivo en el subcontinente indio. Entró victorioso en Delhi donde tomó el poder. Su hijo Humayun, muy temprano asociado con el gobierno y las expediciones de su padre, sometió Agra donde se apoderó del famoso diamante Koh-i-Noor. De 1526 a 1530, Babur trabajó para fortalecer su control sobre el norte de la India. En 1527 emprendió una campaña contra Jaunpur y Ghazipur. El mismo año derrotó a la coalición del rana Sanga y tomó las fortalezas de Chittor, Kannua y Chanderi, en Rajastán, y en 1529 subyugó a los afganos de Bihar.
Bien instruido, Babur escribió poemas y El libro de Babur, una colección de memorias en turco de gran calidad literaria. Es una importante fuente de información para el conocimiento de la historia del Asia Central y del subcontinente indio. Obra de una gran sinceridad, en ella Babur se describe como amante de la poesía, tendiendo al misticismo, aficionado de los jardines, pero también cazador, bebedor y un guerrero audaz. Admitía su falta de afecto por la India, cuya exuberancia le asustaba, pero que le interesaba por el poder y la riqueza que le procuraban:

India es un país que ofrece poco encanto. No hay belleza entre sus habitantes.[...] No tienen carácter, ni capacidad, ni urbanidad, ni generosidad, ni cualidades viriles. En sus artesanías y sus obras, no hay orden, ni simetría, ni rectitud, ni perpendicularidad. No tienen ni buenos caballos, ni buenos perros, ni buenas uvas, ni buenos melones, ni buenos frutos, ni hielo, ni agua fresca. En los bazares, no hay ni buena comida ni buen pan.
L'Inde est un pays qui offre peu de charme. Il n'y a point de beauté chez ses habitants. [...] Ils n'ont ni caractère, ni capacité, ni urbanité, ni générosité, ni qualités viriles. Dans leur artisanat et dans leurs œuvres, il n'y a ni ordre, ni symétrie, ni rectitude, ni perpendicularité. Ils n'ont ni bons chevaux, ni bons chiens, ni bon raisin, ni bons melons, ni bons fruits, ni glace, ni eau fraîche. Dans les bazars, on ne trouve ni bons plats, ni bon pain.

Babur murió en 1530 y, a petición suya, fue enterrado en Kabul.

### Humayun (1530-1540, 1555-1556)

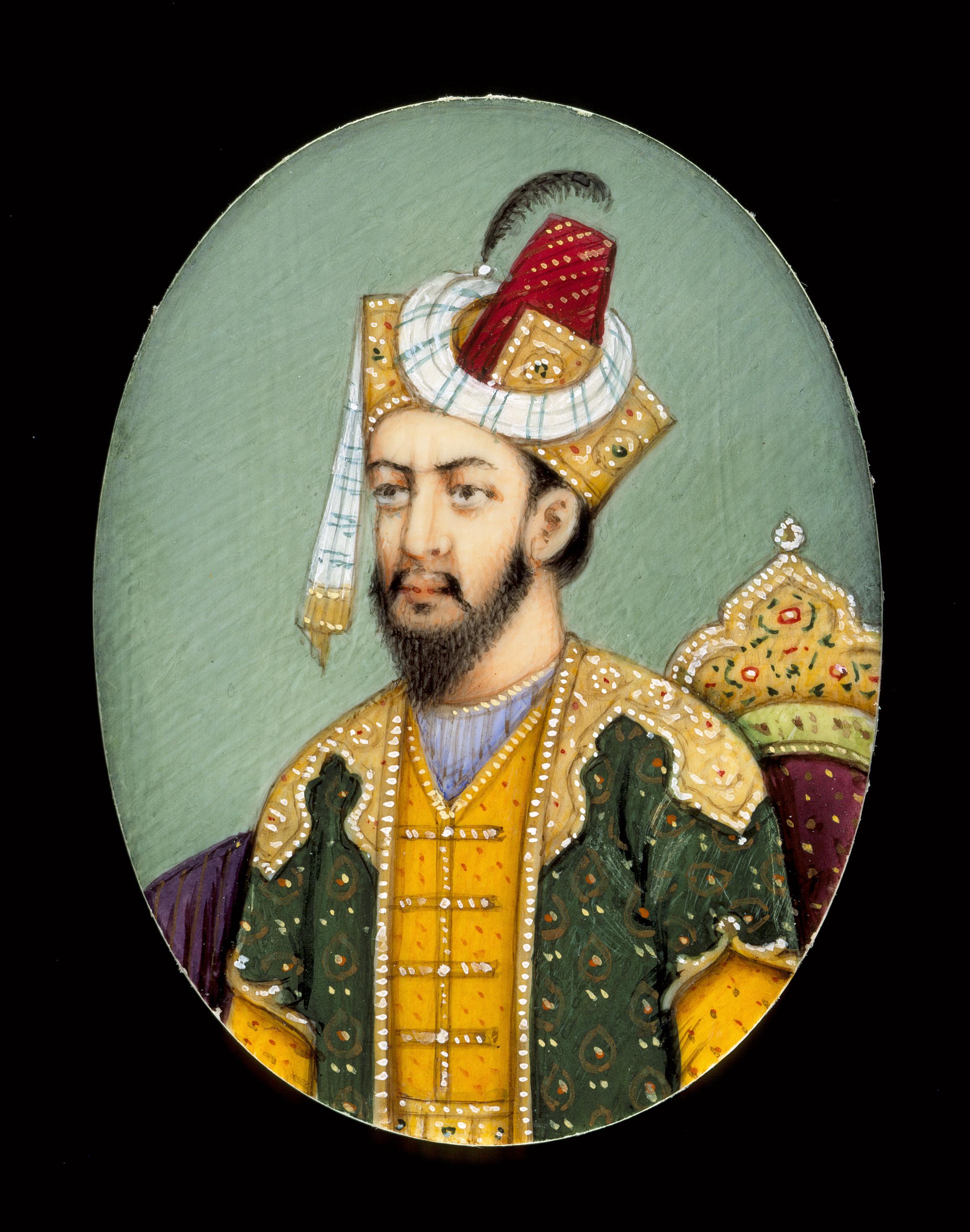
Retrato de Humayun (acuarela y oro sobre marfil)

Su hijo mayor, Humayun (1508-1556), lo sucedió pero la costumbre túrquica-mogol estipulaba una soberanía colectiva de los herederos, sus tres hermanastros, que recibieron territorios en apanaje desde dondeurdieron incesantes complots contra él. Al principio, Humayun logró contener las ambiciones de los afganos al este de Benarés. Luego se opuso a Bahâdûr Shah, sultán de Guyarat, a quien derrotó en Champaner confiscando su inmenso tesoro, y luego se apoderó de Ahmedabad. Sin embargo, cometió el error de confiar ese territorio recién conquistado a su hermano Askari, quien lo perdió de inmediato.
Mientras tanto, Sher Khan, un señor de la guerra afgano, consolidó su posición en Bengala, lo que le permitió derrotar al gobernante mogol en Chausa en 1539, y luego en Kannauj en 1540. Humayun debió huir precipitadamente por todo el país, buscando refugio en vano entre sus antiguos aliados que se pusieron del lado de Sher Khan. Humayun finalmente encontró asilo en Persia, con el soberano safawí, el sah Tahmasp I, que a cambio de su protección requirió de Humayun que se convirtiese al chiismo. De este largo exilio iraní, 1540-1555, el hombre cultivado que fue Humayun regresó con un grupo de pintores con los que fundó la escuela de miniaturas mogol.

### Sher Shah (1540-1545)

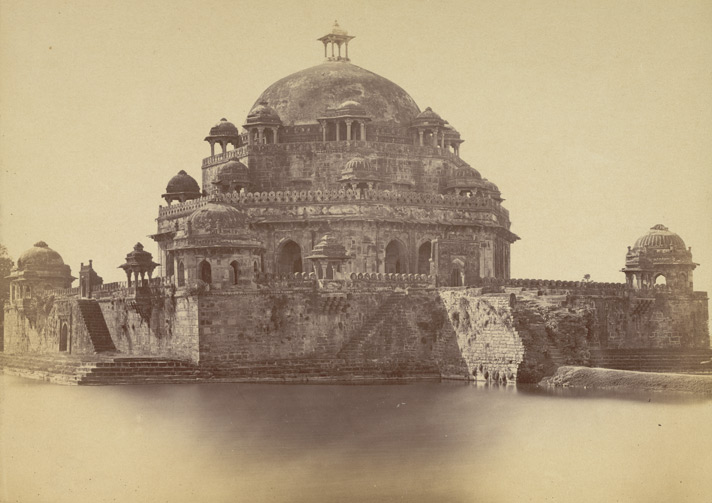
La tumba de Sher Shah en Sasaram, fotografiada en 1870

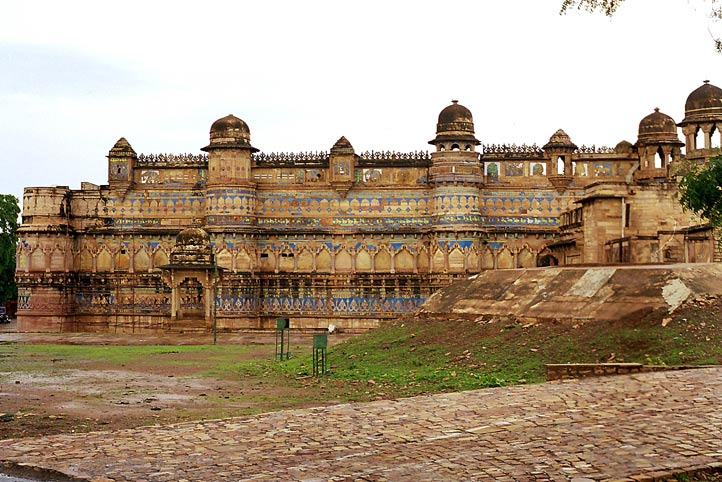
El fuerte de Gwalior

Farid Suri, llamado Sher Khan antes de tomar el título de Sher Shah (1486-1545), provenía del modesto clan afgano de los suris. Recibió una buena educación y luego llevó la vida de un soldado improvisado antes de establecer su base en el Bihar, donde creó su propio ejército. Este fue uno de los factores de su éxito: reinaba en él una disciplina estricta, los soldados recibían su paga regularmente y eran recompensados de acuerdo con sus méritos, contrariamente al sistema de clanes y facciones que generalmente estaban en vigor. Ese régimen, duro aunque igualitario, atrajo a muchos soldados, tanto afganos como rajputs. El otro elemento del éxito de Sher Shah fue su riqueza. Esta venía de la buena administración de sus posesiones, de sus matrimonios con viudas ricas y de los botines que amasó, especialmente en Bengala.
Sher Shah expandió rápidamente su territorio; después de triunfar sobre Humayun, se apoderó de las ciudades de Delhi, Agra, Lahore y de las regiones del Punjab, Bengala (1541) y Sind (1543). De 1541 a 1545 atacó los reinos rajput y conquistó Gwalior, Malwa, Chanderi, Marwar, Jodhpur, Ajmer y finalmente la fortaleza de Chittor, símbolo de la resistencia rajput.
Sher Shah no solo fue un gran conquistador sino también un administrador talentoso. Dividió su imperio en cuarenta y siete provincias, subdivididas en distritos. Preocupado por la equidad, estableció una administración tributaria basada en el valor de las tierras; estableció una moneda de finura y de pesos fijos garantizada por el Estado, la rupia que se encuentra todavía en vigor. Mejoró la red vial, creando la Grand Trunk Road.que unía Bengala con el Indo, lo que facilitaba el rápido movimiento de sus tropas y estimulaba el comercio. También fue un gobernante tolerante y el primer rey musulmán de la India que estableció un imperio verdaderamente indio que satisfacía las necesidades de todos sus súbditos, ya fuesen musulmanes o hindúes.
Sher Shah murió en 1545, víctima de una explosión de pólvora durante el sitio de Kalinjar. Su imperio fue dividido entre sus herederos, ninguno de los cuales estuvo a su altura, lo que permitió a Humayun emprender la reconquista de la India desde Kabul. Se apoderó de Lahore y de Delhi en 1555, pero murió al año siguiente después de caer en las escaleras del techo de su biblioteca, donde hacía observaciones astronómicas.

### Akbar (1556-1605)
Jalaluddin Muhammad Akbar (1542-1605), hijo de Humayun, llegó al poder en 1556 a la edad de 14 años. Bajo la guía de su tutor y general del ejército, Bairam Khan, comenzó a eliminar a los pretendientes al trono del clan afgano: Hemu, un señor de la guerra hindú, en 1556 y Sikandar Shah Sur en 1557.

#### Conquistas territoriales

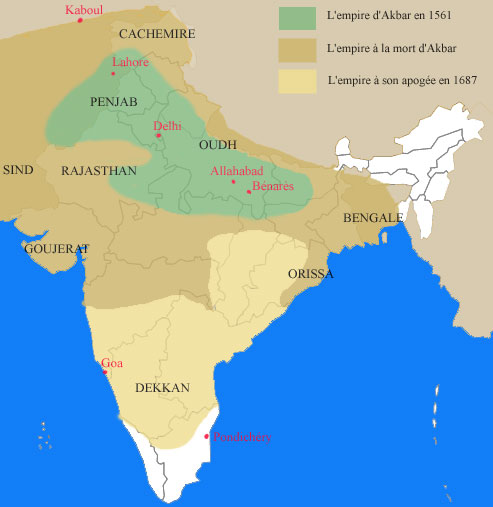
Expansión mogol

Con la autoridad sobre el imperio dejado por su padre asegurada, decidió gobernar en solitario y comenzó una serie de conquistas desde 1561 a 1576. En primer lugar, atacó a los reinos rajput y conquistó el de Malwa en 1561. A continuación, el raja Bihara Mal Kachwaha de Amber presentó su sumisión y le concedió a su hija en matrimonio, que se convertirá en la madre del príncipe Salim, el futuro Jahangir. Mientras que Ran Singh Rathor entró también al servicio de los mogoles (1564), Udai Singh de Mewar resistió ferozmente y Akbar acometió el largo sitio de Chittor (1568) que terminó con la victoria de los mogoles y la masacre de la guarnición. Al año siguiente, le tocó caer a la fortaleza de Rathambore. Esta sucesión de victorias convenció a los rajput de la superioridad militar de los mogoles y se sometieron uno tras otro: Chandra Sen, de Marwar; Rai Kalyan Evil, de Bikaner; Rawal Har Rai. Algunos de ellos ofrecieron a sus hijas en matrimonio al soberano, sellando así unas alianzas rajput-mogolas que serán la fuerza del Imperio.
Akbar luego se dirigió a la región del Guyarat entonces sometida a luchas internas de poder. Comenzó por aliarse con Itimad Khan al que cedió la mitad del sultanato; luego, cuando se mostró demasiado independiente, Akbar dirigió dos campañas contra él en 1573 y se anexionó de todo el Guyarat.
Los ejércitos imperiales se desplazaron hacia el este, donde Daud Khan Kararani controlaba Bengala, Bihar y parte de Orissa. El afgano presentó su sumisión después del sitio de Patna en 1573, luego se rebeló, pero fue derrotado de nuevo en la batalla de Raj Mahal en 1576. La anexión de Bengala ofreció a Akbar una segunda salida al mar, después de la de Guyarat.
Por otra parte, Akbar emprendió una política de entendimiento con los portugueses que controlaban el océano Índico a fin de restablecer la seguridad de la ruta de peregrinación a La Meca. En los últimos años de su reinado se anexionó de territorios periféricos como Cachemira en 1585, el Ladakh, el Sind, el Baluchistán y Kandahar. Al sur, conquistó con dificultad Kandesh, Berar y una parte de Ahmadnagar. Pero a partir de 1576, la mayoría de las conquistas de Akbar se llevaron a cabo. La razón de su éxito fue la combinación de dos factores. El primero era su ejército, disciplinado, compuesto por una gran caballería de arqueros móvil y la consiguiente artillería. El segundo elemento fue la diplomacia: Akbar no dudó en interferir en los muchos conflictos internos y en usar la persuasión para convencer a sus oponentes de que tenían más que ganar al integrarse en el Imperio que al permanecer fuera y, especialmente, de ser sus enemigos.

#### La organización del Imperio

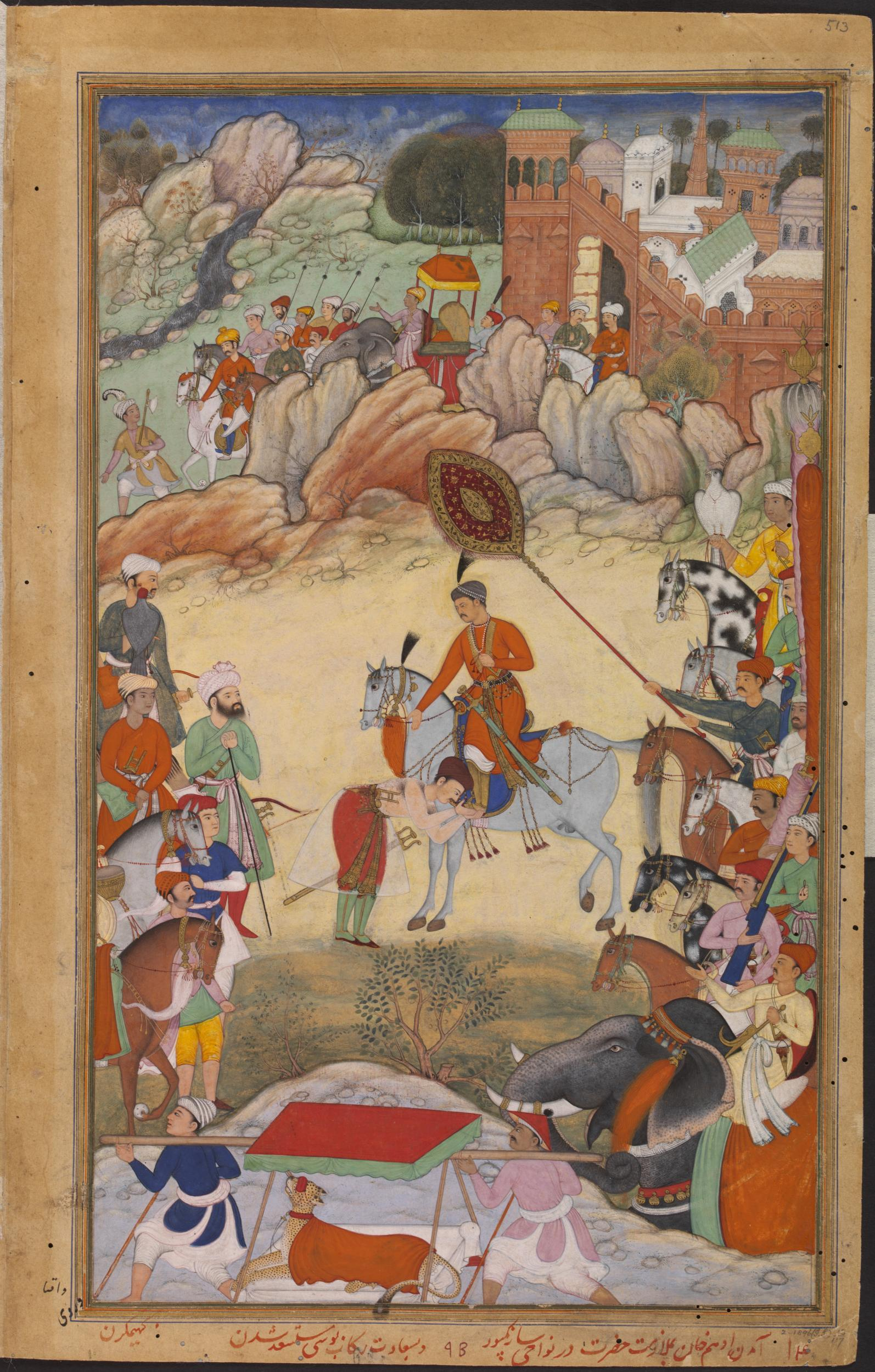
Adham Khan rinde homenaje a Akbar, después de la victoria mogola de Sarangpur (Madhya Pradesh)

Akbar estableció una organización del Imperio basada en el principio de rehusar compartir el poder y en el apoyo en tres instrumentos: una buena administración, la centralización y la apertura a las élites no musulmanas. Inspirado por la administración introducida por Sher Shah, Akbar dividió el imperio en quince provincias cuyos gobernantes y administradores civiles y militares eran transferidos regularmente para limitar la formación de feudos familiares. Los registros de impuestos se revisaban y la recaudación se realizaba directamente y ya no se hacía mediante el sistema del jagir Además, Akbar se rodeó de ministros competentes, como el visir Turbani o el ministro de finanzas Todar Mal, y preservó la seguridad del Imperio, lo que le permitió prosperar.
Para asegurar la centralización del poder, el emperador luchó contra todas las facciones, ya fuesen políticas o religiosas. Despidió a Bairam Khan, que se había vuelto demasiado ambicioso; dispersó el clan de su nodriza Maham Anaga; integró hábilmente a los Mirza, como él descendientes de los timúridas, mediante bodas en la familia imperial. Para limitar la influencia de los ulemas, Akbar redujo su tenencias, pronunció el sermón de la oración del viernes de 1579 y se autonombró árbitro de sus desacuerdos. Se alejó de la antigua comunidad musulmana trasladando su capital a Agra y, desde 1571 a 1584, a Fatehpur Sikri, una ciudad que construyó desde cero. Además, estableció una cuidadosa jerarquía de dignatarios, el mansab, que asignaba a cada uno un puesto de trabajo, unos ingresos y fijaba sus derechos y obligaciones militares. Esta centralización del poder se reflejaba en el mismo ritual de la corte en el que se organizaban y codificaban las apariciones y audiencias del soberano, en que cada uno ocupaba un lugar definido de acuerdo con su rango, el del emperador siendo central y elevado a la manera de un rey sol. Implantó la lealtad a su persona por encima de todas las demás alianzas, incluso religiosas, fundando así un culto imperial.
Por habilidad y apertura de espíritu, nombró a hindúes como altos cargos militares o civiles, como Todar Mal, quien fue nombrado ministro de finanzas. Hizo traducir los textos clásicos hindúes en persa y organizó debates religiosos entre suníes, chiíes, hindúes, zoroastrianos, jainistas, sijs y cristianos. Por último, eliminó la jizya, lo que significó la igualdad de todos sus súbditos.
Cuando Akbar murió en 1605, su imperio se extendía desde Afganistán hasta Bengala y desde Cachemira al Decán.

### Jahangir (1605-1627)

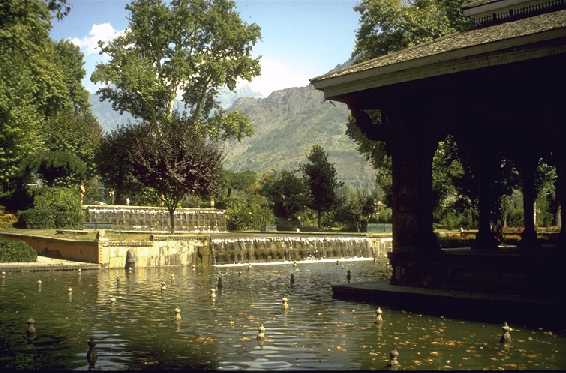
Los jardines de Shalimar en Cachemira

El Imperio mogol fue el más poderoso del siglo XVII; Lahore, Delhi, Agra y Ahmadabad se encontraban en ese momento entre las ciudades más importantes del mundo. El esplendor sin igual de la corte deslumbraba a los visitantes extranjeros y promovía el desarrollo del arte indo-musulmán.
Salim Nur Ud-Din Muhammad (1569-1627), después de varios intentos de derrocar a su padre, llegó al poder en 1605 con el nombre de Jahangir ('conquistador del mundo'). Pero el trono era también ambicionado por su hijo, Khusrau, quien fue rápidamente derrotado y encarcelado. Jahangir ejecutó a todos sus partidarios, incluyendo a Guru Arjan, el líder espiritual de los sikhs que desde entonces le tuvieron un odio tenaz.
Jahangir hizo pocas conquistas, aplastó a los últimos rajputs insumisos de Mewar y sometió Kangra (Himalaya) en 1620, donde, a diferencia de la tolerancia que mostraba generalmente, profanó un templo haciendo abatir a las vacas. De 1609 a 1626 se agotó vanamente en el Decán contra Malik Anbar. En un primer momento favorable a los portugueses, desde 1615 dio preferencia a la Compañía Británica de las Indias Orientales.
Al igual que su abuelo Babur, escribió sus memorias en las que se describe a sí mismo sin adornos, contemplativo, afable pero con un pronunciado gusto por el alcohol y capaz de cóleras violentas y de represiones sangrientas como las que dirigió contra las revueltas campesinas. Un gran amante de los jardines, hizo acondicionar los de Shalimar en Srinagar, que se encuentran entre los más logrados del arte mogol. En 1611 se casó por amor con Nur Jahan ('Luz del mundo'), que tuvo un gran ascenso sobre él. El emperador perdió poco a poco el interés en el ejercicio dpoder, cedió las riendas del Imperio, promovió a su padre y a su hermano en altos cargos, casó a su hija de un matrimonio anterior con Sharyar, hijo de Jahangir, y a su sobrina, Mumtaz Mahal, con Khuram, futuro Shah Jahan.
Jahangir murió en 1627, minado por el alcohol, el opio y la enfermedad, y su esposa Nur Jahan hizo coronar a su yerno Sharyar.

### Shah Jahan (1627-1658)

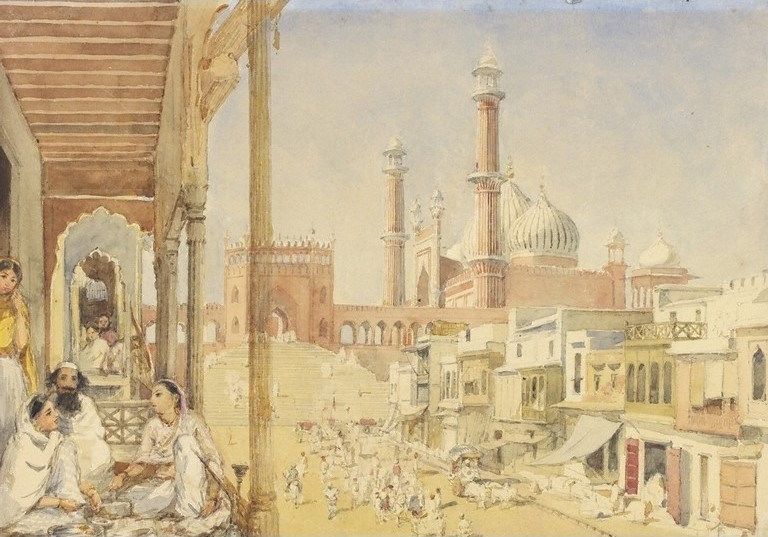
La Jama Masjid, la «mezquita del Viernes», de Delhi. Acuarela de 1852.

Sharyar se mostró incapaz, y el príncipe Khuram (1592-1666) lo derrocó, siendo coronado en 1628 con el nombre de Shah Jahan ('rey del Mundo') y eliminando a todos los demás contendientes masculinos. Su largo reinado, símbolo del esplendor mogol, está marcado por la expansión territorial y la construcción de muchos edificios.
Molesto por las razzias y el comercio de esclavos practicado por los portugueses en Bengala, Shah Jahan puso sitio a su fuerte de Hooghly en 1632 e hizo perseguir a los cristianos durante varios años. Los ingleses se establecieron en la India y fundaron Madras en 1639.
Al igual que sus predecesores, Shah Jahan estaba interesado en el Decán. En 1631 hizo campaña contra Ahmadnagar, quien finalmente fue anexionado gracias a la traición de su jefe del ejército, Fath Khan. Luego emprendió una guerra de desgaste, larga y devastadora, en contra de Golconda y Bijapur, que le prometieron lealtad, respectivamente, en 1635 y 1636. Shah Jahan nombró a uno de sus hijos, Aurangzeb, virrey del Decán. Este último intentó varias veces anexionarse los sultanatos cuya riqueza codiciaba. Asistido por Mir Jumla, un aventurero y señor de la guerra que había contratado los servicios de artilleros europeos, asedió Golconda y atacó Bijapur, pero sus ambiciones fueron frustradas por el Emperador que, por consejo de Dara Shikoh, su hijo mayor, prohibió a Aurangzeb continuar.

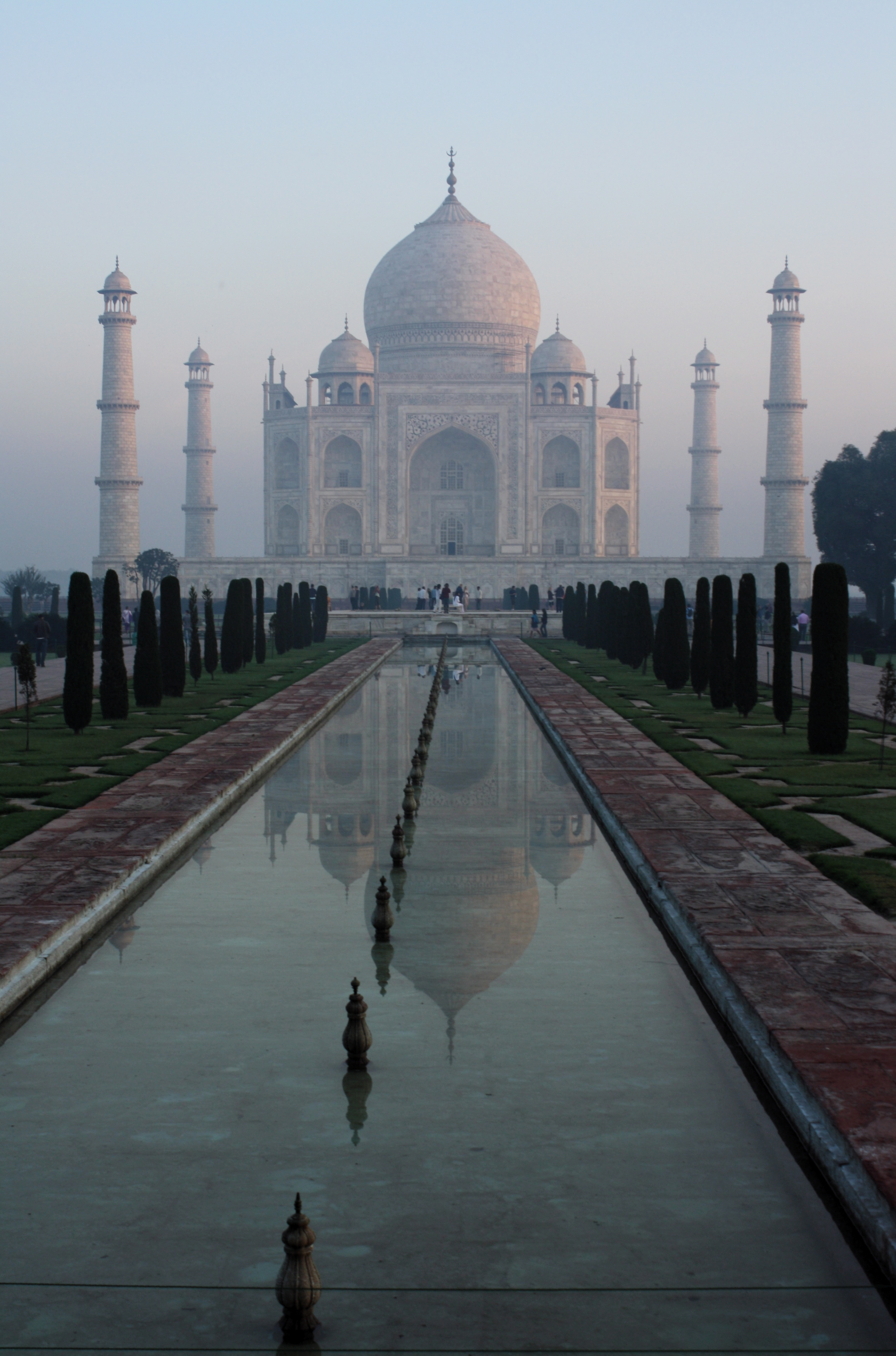
El Taj Mahal, mausoleo de Mumtaz Mahal.

En 1638, Shah Jahan retomó Kandahar, perdida por su padre. Luego, en 1646, lanzó una gran ofensiva hacia Asia central, soñando con recuperar la tierra de sus antepasados. Sus hijos, Murad Baksh y Aurangzeb, lograron algunas victorias sobre los uzbekos, pero la intervención de los persas, militarmente superiores, la poca motivación de las tropas y las disputas entre los oficiales obligaron al ejército mogol a una retirada lamentable en 1647. Kandahar fue tomada definitivamente por los safávidas en 1653, lo que acabó de arruinar la reputación de los mongoles en Asia central.
Shah Jahan protegió a los eruditos, poetas y músicos, especialmente a los hindúes; él también amaba la pompa de la corte, y en 1628 hizo realizar el Trono del Pavo real completamente cubierto de zafiros, rubíes, esmeraldas, perlas y otras piedras preciosas. En 1631, su esposa Mumtaz Mahal ('Maravilla del palacio') murió al dar a luz a su decimocuarto hijo. Por amor a su esposa favorita, erigió un mausoleo grandioso en Agra, el Taj Mahal, que sigue siendo la joya de la arquitectura mogola. En esa misma ciudad, que fue su capital hasta 1648, reconstruyó muchos edificios en el Fuerte Rojo, que transformó en un verdadero palacio real. Sin embargo, desde 1638 construyó ex nihilo una nueva capital en Delhi, Shahjahanabad, embellecida con jardines, canales, bazares y que dominaban un nuevo fuerte Rojo y la Jama Masjid.
Esta política ambiciosa de grandes obras y conquistas territoriales obligó al soberano a aumentar las cargas tributarias, que sumadas a una grave hambruna en 1630-1632, hicieron que la situación del campesinado fuese dolorosa. Además, en 1657 estalló una guerra de sucesión desastrosa cuando Shah Jahan cayó gravemente enfermo. Murad Baksh, Shah Shuja y Aurangzeb se unieron y triunfaron sobre Dara Shikoh, el heredero designado por su padre. Luego Aurangzeb eliminó a sus hermanos, hizo condenar a muerte a Dara Shikoh por apostasía en 1659 y encarceló a su padre en el ruerte Rojo de Agra, donde murió en 1666.

### Aurangzeb (1618-1707)
A lo largo de su reinado, Aurangzeb (1618-1707) nunca dejó de extender los límites del Imperio, pero este demostró ser frágil, ante la aparición de nuevos poderes y el descontento popular.
Aurangzeb envió a Mir Jumla al noreste para conquistar el Cooch Behar (1661) y Assam (1662), de cuyos tesoros se apropió. Pero la insalubridad del clima y los ataques incesantes de los asameses obligaron a las fuerzas mogolas a retirarse. Shayista Khan luego batalla a los piratas portugueses y a los arakaneses de Bengala y se apoderó del floreciente puerto de Chittagong en 1666. Pero el verdadero interés del Emperador residía en el Decán, donde lideró una guerra implacable para anexionarse de los sultanatos de Bijapur y Golconda. Para ello instaló su capital en Aurangabad y aumentó los medios militares implementados a partir de 1684. Terminó derrotando a Bijapur en 1686 y a Golconde, gracias a una traición, en 1687.

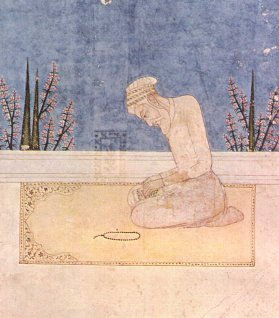
Aurangzeb anciano en oración

Pero apenas Aurangzeb había terminado con el Decán cuando en el oeste del mismo, desde la década de 1660, se empezaron a imponer grupos armados de origen campesino, los marathas. Su audaz y carismático líder, Shivaji Bhonsla (1630-1680), era hijo de un dignatario al servicio de los sultanatos. Muy joven se erigió en defensor del hinduismo y reunió a los guerreros marathas que emprendieron una guerrilla contra la que las tropas mogolas se desgastaron sin éxito. Shivaji se enriqueció gracias a los saqueos de Surat en 1664 y 1670 y recaudando tributos en las aldeas, el chauth, para asegurarles su protección. En 1666, humilló al Emperador al escapar de sus cárceles disfrazado en sadhu y en 1674 organizó su coronación con esplendor, lo que aumentó su prestigio. Después de su muerte, su hijo Sambhaji fue muerto y su nieto hecho prisionero, pero la lucha marathi continuó bajo la autoridad de Rajaram, hermano de Sambhaji, y luego de Tara Bai, su cuñada. Aurangzeb también lo intentó mediante la diplomacia, nombrando a muchos dignatarios marathas en cargos, pero sin más éxito. Sin embargo, persistió, transformando la guerra en el Decán en un verdadero abismo financiero.
El reinado de Aurangzeb fue perturbado por numerosas revueltas y rebeliones de una importancia desconocida hasta entonces; fueron reprimidas sangrientamente. Los Jats se sublevaron en la región de Mathura en 1669, 1681 y 1689; los pobres hicieron lo mismo cerca de Narnaul. En 1669 los comerciantes de Surat abandonaron la ciudad para protestar contra las exacciones del cadi. En 1679 fueron los habitantes de los barrios populares de Delhi quienes intentaron oponerse a la restauración de la jizya. En 1674 el emperador tuvo que mudarse a Peshawar para sofocar una rebelión y en 1678 envió a su hijo Akbar al Marwar.para subyugar a los rajput que luchaban contra la anexión de su territorio, pero el joven príncipe tomó la causa de los rebeldes. Por último, los sijs se militarizaron para resistir a las represalias a que fueron sometidos.
El reinado de Aurangzeb marcó un retorno a la ortodoxia musulmana, especialmente después de 1669. Viviendo como un asceta, prohibió el consumo de alcohol, la música, la danza y cerró los talleres de los miniaturistas. Hizo destruir todos los nuevos templos, desalentó la enseñanza del hinduismo y elevó los aranceles a los no musulmanes. Y sobre todo, bajo la presión de los ulemas que fueron los beneficiarios, restableció la jizya; esta medida acabó de hacerle impopular entre los hindúes. Por el contrario, fue el soberano mogol que reclutó más dignatarios hindúes, que llegaron a representar el 31% del cuerpo contra el 22% en tiempos de Akbar.

### Descomposición del Imperio

La India en torno a 1760.

Aurangzeb murió en el Decán en 1707, agotado por las guerras incesantes. El Imperio nunca había experimentado una expansión territorial semejante, pero estaba amenazado por todos lados: la muerte del soberano desencadenó la inevitable guerra de sucesión y varios gobernadores se declararon independientes. Entonces comenzó un rápido e inevitable declive que acabó por sancionar, en 1739, el saqueo de Delhi por el emperador persa Nadir Shah que se hizo con el Trono del Pavo real .
En 1747, Ahmad Shah (r. 1747-1772), un pastún del clan Abdali, se proclamó soberano en Kandahar, fundando la dinastía de los durrani (1747-1826). Dominando un territorio que iba desde Herat hasta el Indo, se constituyó en un vasto pero inestable imperio. Aprovechando las rivalidades que socavaban a los mogoles, Ahmad Shah lideró una docena de ataques contra el subcontinente indio. Inicialmente rechazado por el ejército mogol en 1748, derrotó en 1752 a Muinulmulk , el virrey del Punjab, para a continuación anexionarse la provincia de Multán y Cachemira, confiscando así todas las provincias fronterizas del Imperio mogol. En 1757, saqueó Delhi y devastó las tierras de los Jats, Mathura, Vrindavan y Agra, y profanó muchos santuarios hindúes. Solo una epidemia de cólera en el ejército afgano terminó con la devastación. En 1761, las tropas de Ahmad Shah aplastaron a los marathi en la Tercera Batalla de Panipat y después regresaron a Afganistán.
Con el imperio mogol en plena decadencia, con los marathas vencidos, la India estaba desunida, una situación que permitió a la Compañía Británica de las Indias Orientales (British East India Company) asumir gradualmente el control del país a partir de Bengala, región que dominaba tras su triunfo en las guerras carnáticas finalizadas en 1763.

## Conversiones

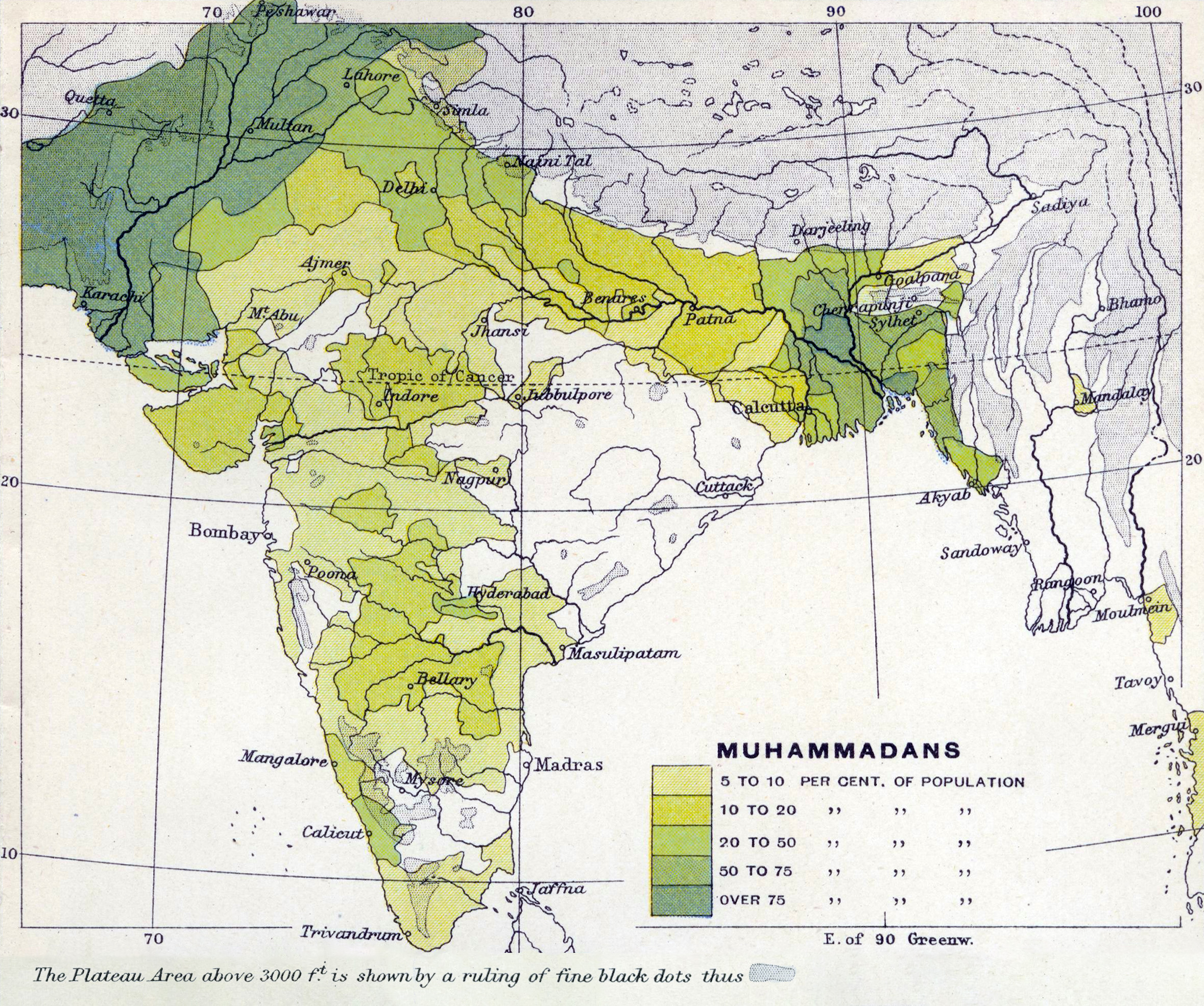
Presencia de musulmanes en la India en 1909, como porcentaje de la población de cada región (obtenido de The Imperial Gazetteer of India).

El número y los motivos de las conversiones son temas controvertidos. De hecho, las fuentes hindúes son pocas en número, mientras que las crónicas musulmanas, más abundantes, no son muy utilizables, pues sus autores tienden a concentrarse en las acciones militares y a amplificar los hechos y las cifras para glorificar la «islamidad» de los conquistadores. Por otra parte, los problemas políticos recientes (partición, los conflictos entre India y Pakistán, la aparición de partidos comunalistas que defienden el islamismo o Hindutva) contribuyen a una lectura parcial y anacrónica de este periodo.

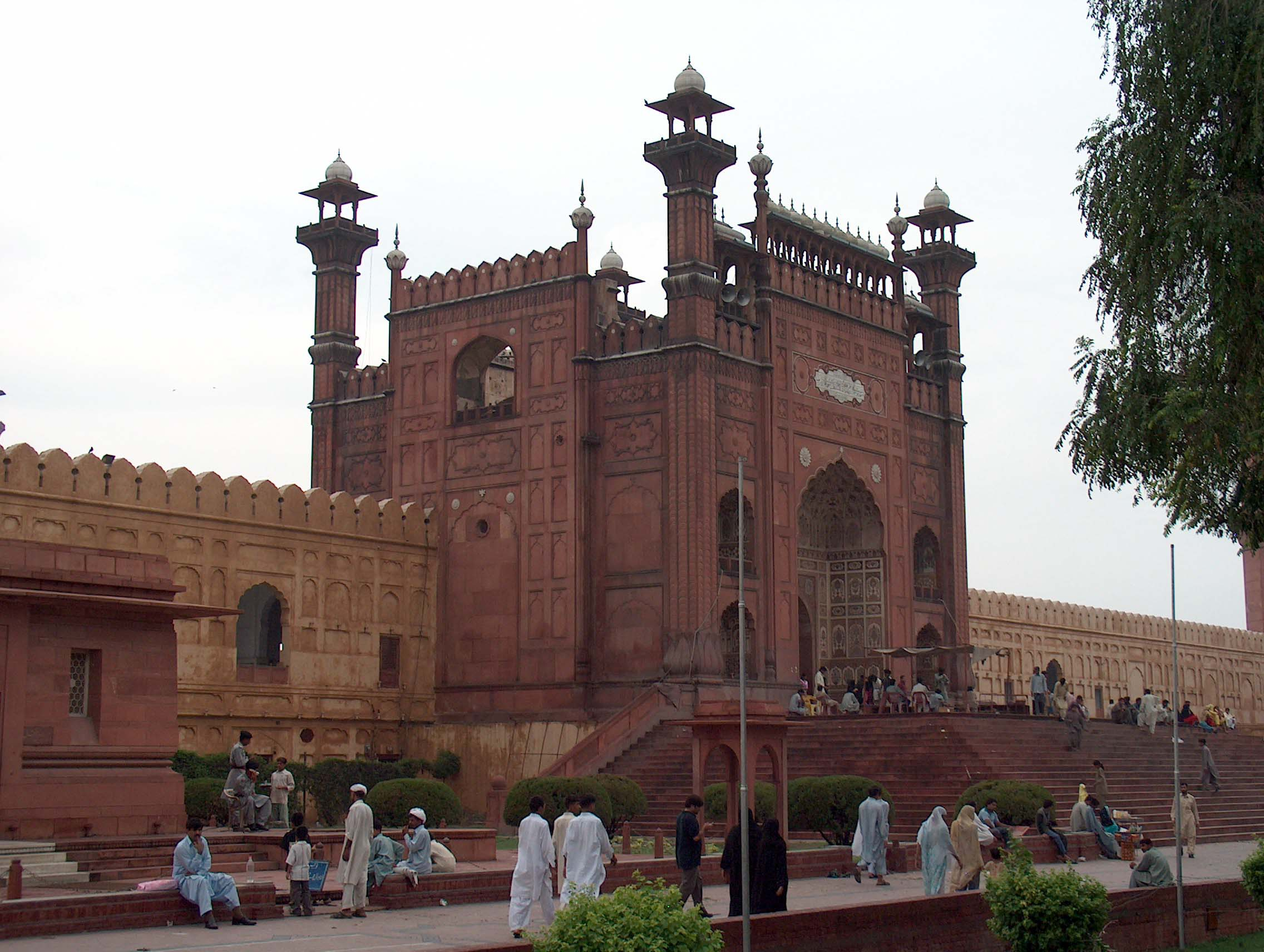
Entrada a la mezquita de Badshahi en Lahore, un importante centro de la cultura islámica en el subcontinente indio

El primer censo de la población india, llevado a cabo por los británicos en 1872-1874, ofrece una retrospectiva razonamiento cuidadoso. Nos dice que los musulmanes representaban menos del 20% de la población y que su distribución geográfica era muy desigual. La mayoría de ellos se concentraban en las regiones del noroeste (Sind, Baluchistán, Punjab y Cachemira) y del noreste (Bengala), donde eran la mayoría. En el resto del país, es decir, en la parte del territorio que corresponde aproximadamente a la actual República de la India, los musulmanes representaban entre el 10% y el 15% de la población. La concentración en el noroeste se debía a la proximidad de las zonas islamizadas y a la antigüedad del dominio musulmán: desde el siglo VIII en Sindh y desde el siglo XI en el resto del valle del Indo. La situación de Bengala es más original, de hecho, la conversión se realizó en las poblaciones poco brahmanizadas que fueron sedentarizadas al mismo tiempo que islamizadas en el curso de un gran movimiento de desbrozamiento que comenzó en el siglo XVI. En Cachemira la conversión de la población se hizo sin ninguna conquista militar, los habitantes adoptaron gradualmente la religión de su soberano desde el siglo XIV.
A los historiadores pro hindutva que insisten en las conversiones forzadas y en el clima de violencia mantenido por los sultanes, los pro musulmanes oponen el igualitarismo del Islam que habría seducido a las categorías más oprimidas por el sistema de castas y los grupos más dinámico. De hecho, el estudio de los musulmanes en las regiones donde se encontraban en minoría muestra que los brahmanes y los intocables no estaban muy convertidos, mientras que los artesanos, comerciantes y artistas estaban más dispuestos a hacerlo, conscientes de los beneficios sociales que esto les brindaba: exención de la jizya, entrada en la administración, fácil acceso a la clientela de las cortes musulmanas.
El fracaso relativo de la conquista religiosa de la India tiene muchas causas, cuya importancia es difícil de estimar. Los sultanes de Delhi y los emperadores eran sunitas, pero los chiitas eran numerosos entre los soberanos de Oriente, en el Decán y entre los mercaderes; además, los sufies gozaban de gran prestigio a través de sus prácticas heterodoxas cercanas a las de los yoguis, lo que dibuja una imagen de un Islam diversificado, incluso dividido, que no era propicio para las conversiones masivas. Además, la falta de determinación de los conquistadores, la masa de la población india y la resistencia del hinduismo cuyo sistema de castas se había endurecido fueron otros factores que pueden explicar por qué la mayoría de los indios no se convirtieron al islam..